# Clásico de Avellaneda
El clásico de Avellaneda es un partido de fútbol que enfrenta a dos de los clubes más laureados y populares de Argentina, el Club Atlético Independiente y el Racing Club. Ambos equipos comparten una rivalidad histórica y tienen su sede en la ciudad de Avellaneda, una de las pocas en el mundo que posee a dos campeones de la Copa Intercontinental.
Es el segundo clásico más importante de Argentina, concentrando gran atención en el exterior y habiendo sido considerado por la prestigiosa revista World Soccer como uno de los más importantes del mundo, al igual que la revista Four Four Two, que lo posicionó dentro del Top 15 mundial.
Los estadios de ambas instituciones están separados por menos de 300 metros entre sí, lo que aumenta la histórica rivalidad que mantienen desde la primera década del siglo XX. 
Éste fue el primer clásico entre equipos campeones de la Copa Libertadores y el primer clásico argentino entre campeones de la Copa Intercontinental (campeones del mundo). De hecho, es el primer y único clásico jugado entre campeones mundiales de Argentina antes de que dicho país alzase la Copa del Mundo con su Selección Nacional.
Según varios estudios vinculados a la investigación social en el fútbol, Avellaneda es una de las pocas ciudades del país, como ocurre en La Plata, Rosario, Santa Fe, Córdoba y San Miguel de Tucumán, donde los clubes locales superan en popularidad a Boca Juniors y a River Plate.
Actualmente Independiente lleva una ventaja sobre su clásico rival de 18 partidos en el historial general y de 22 partidos en el historial liguero. En cuanto a enfrentamientos por copas, Racing tiene una ventaja sobre su clásico rival de 3 partidos por copas nacionales y se mantiene invicto por copas internacionales, con una victoria y un empate.

## Estadios

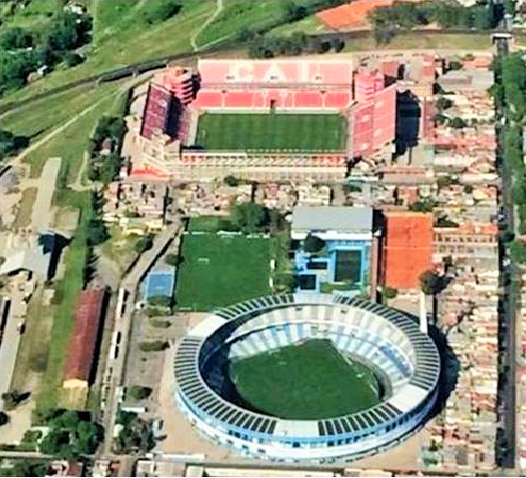
Los estadios Libertadores de América y Presidente Perón (pertenecientes a Independiente y Racing Club respectivamente) a menos de 300 metros entre sí, en la ciudad de Avellaneda.

Según algunos profesionales relacionados con el diseño y explotación de esta clase de obras, un estadio propio genera una repercusión social, económica, arquitectónica, cultural, y es un testimonio tanto de la evolución como del desempeño de un club deportivo. El Clásico de Avellaneda tiene la particularidad de que los recintos correspondientes a cada club están separados por menos de dos cuadras. El Estadio Libertadores de América pertenece a Independiente. Fue inaugurado el 28 de octubre de 2009 y cuenta con una capacidad de 48 069 espectadores. Su césped ha albergado las finales de la Copa Sudamericana 2010 y 2017, y la  Recopa Sudamericana 2011 y 2018. En cuanto a otros deportes, fue sede del The Rugby Championship 2022.
Por su parte, Racing Club es propietario del Estadio Presidente Perón, conocido como «El Cilindro». Fue inaugurado el 3 de septiembre de 1950 y posee una capacidad de 55 000 espectadores. Ha sido sede de la final de Copa Libertadores 1967 e Intercontinental en la misma temporada; Supercopa Sudamericana 1988, Supercopa Sudamericana 1992, y Copa Sudamericana 2007, además de otros eventos deportivos, como los Juegos Panamericanos 1951, y un gran número de recitales realizados por artistas nacionales e internacionales.

## Historia y partidos destacados

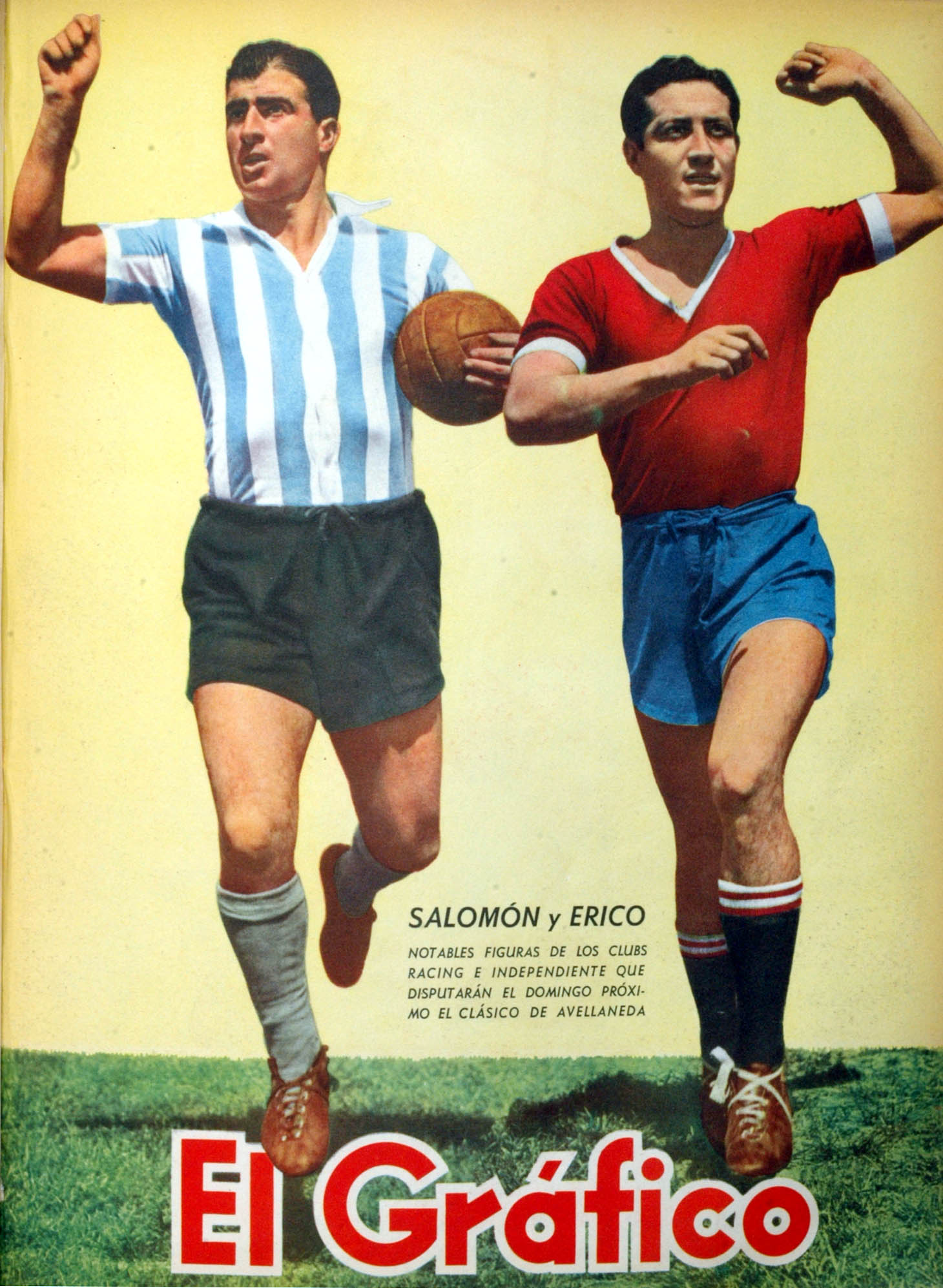
El clásico en 1941 con José Salomón (R) y Arsenio Erico (I).

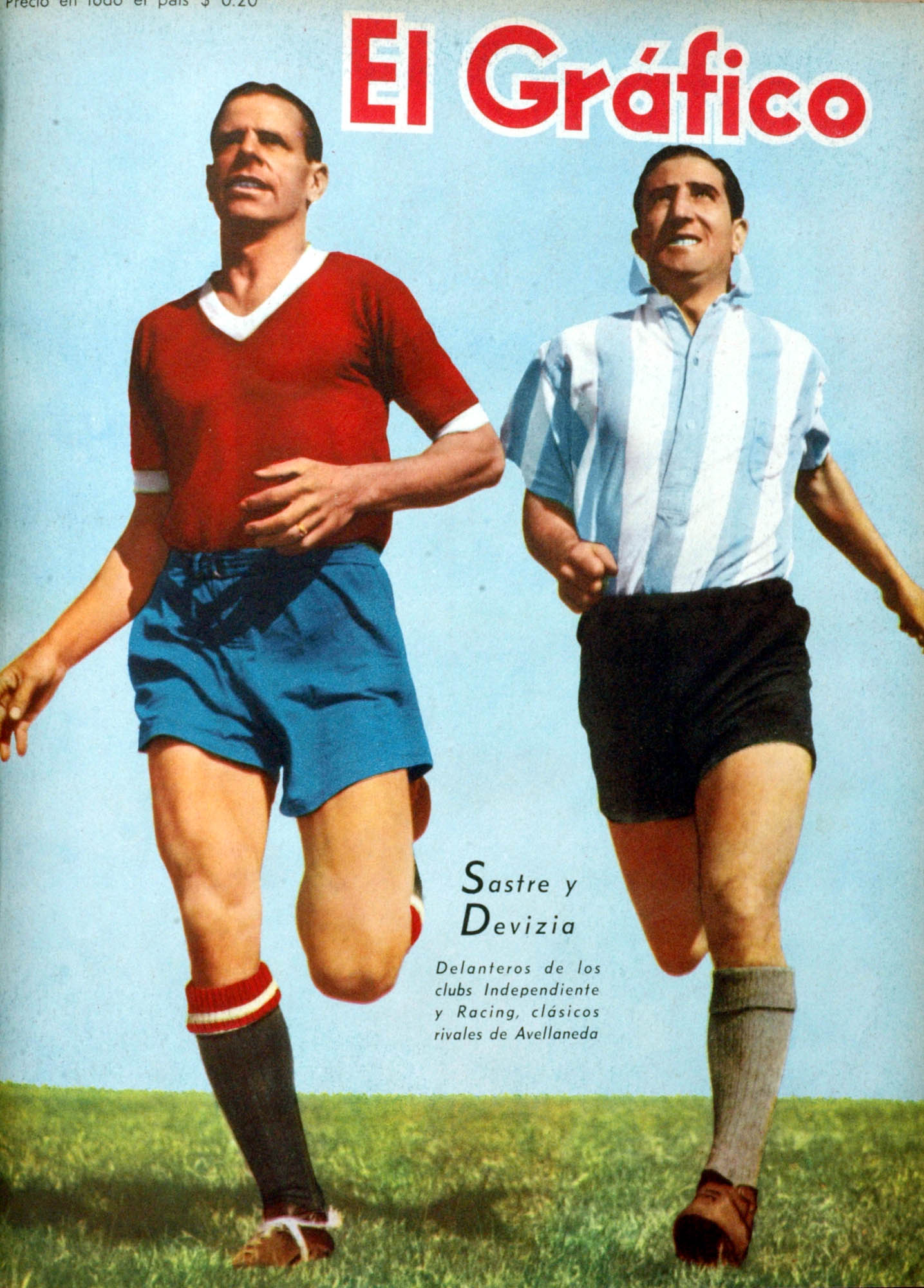
El clásico en 1942 con Antonio Sastre (I) y Juan Ángel Devizia (R).

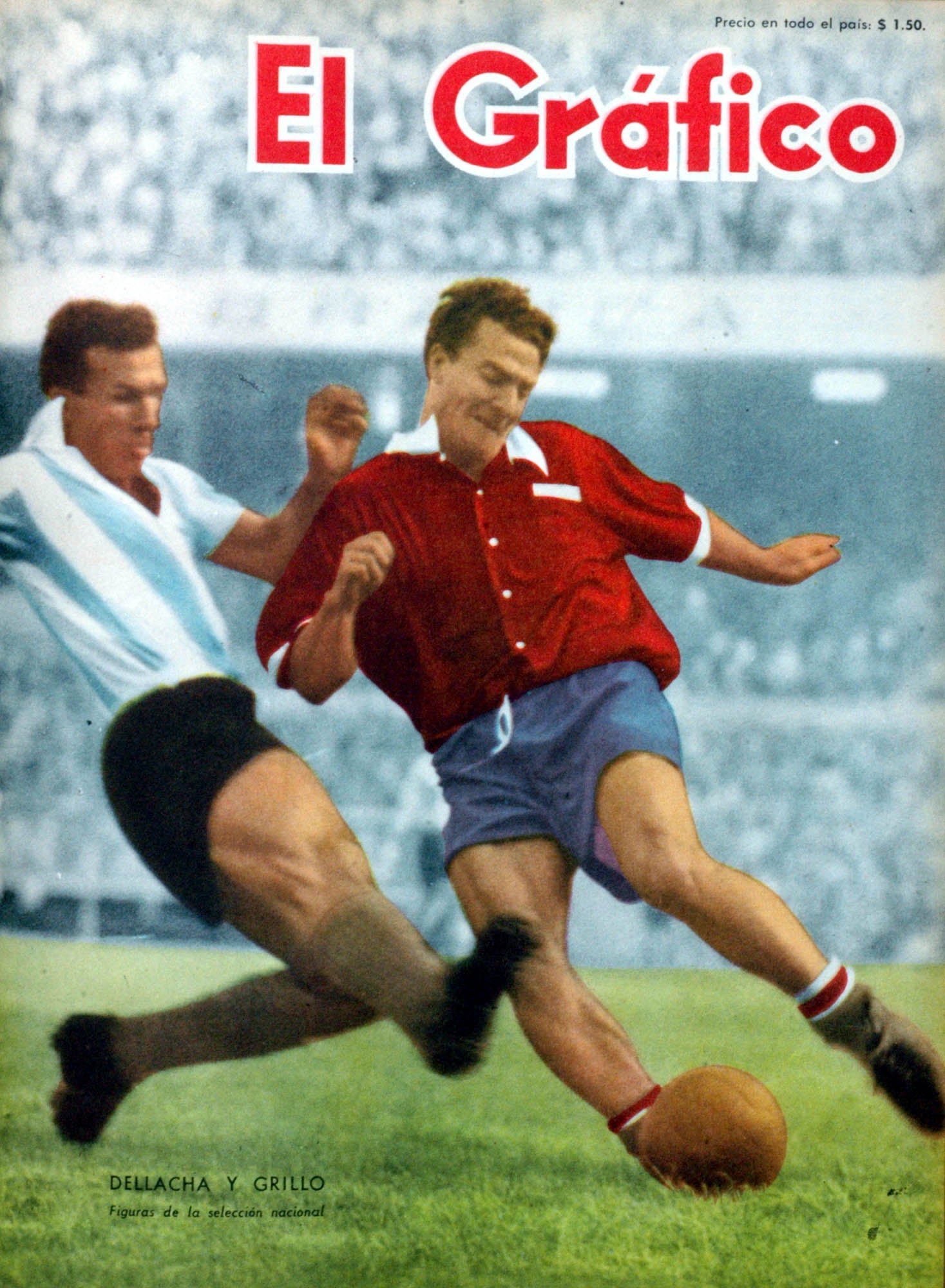
El clásico en 1954 con Pedro Dellacha (R) y Ernesto Grillo (I).

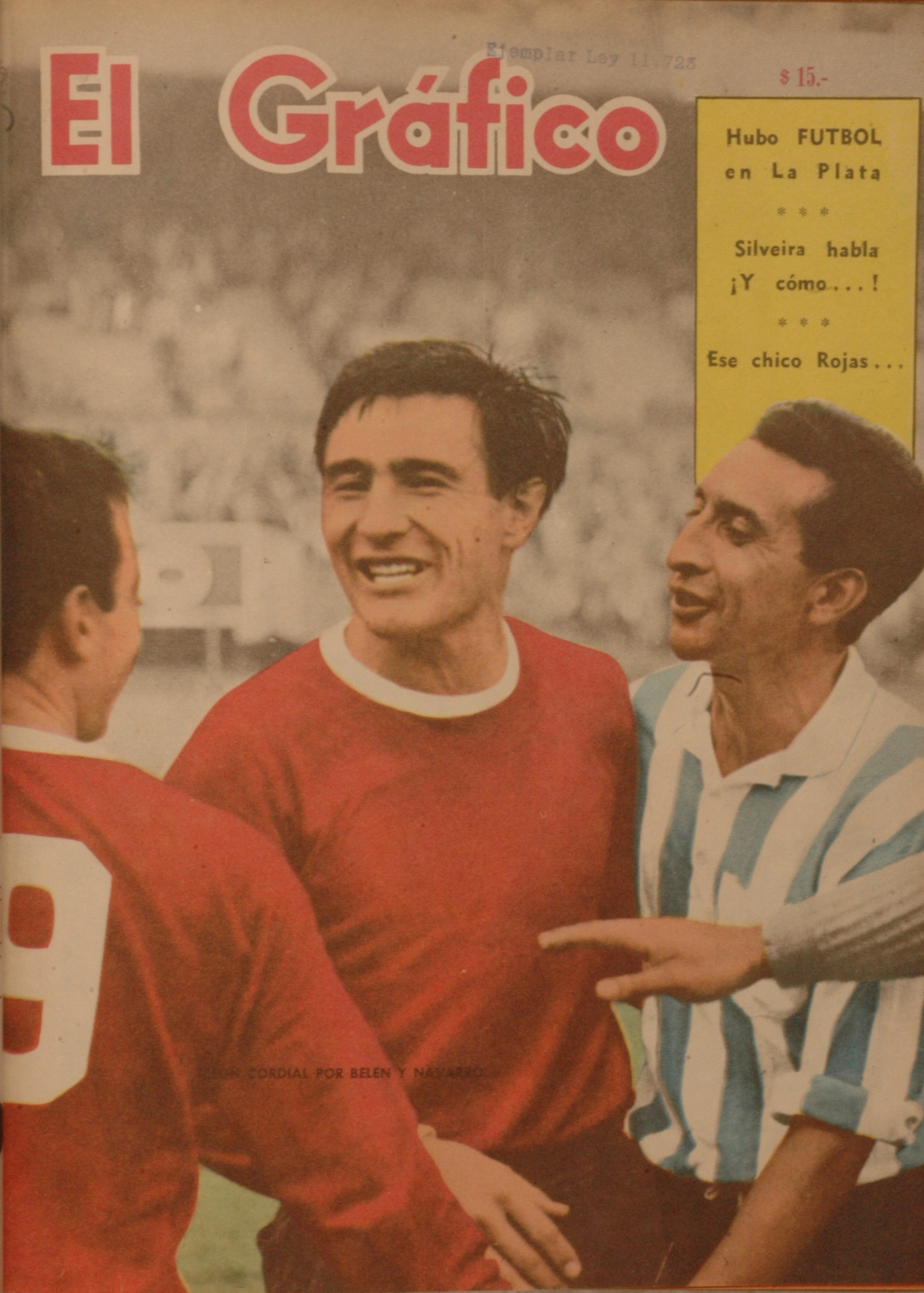
El clásico en 1963 con Rubén Navarro (I) y Raúl Oscar Belén (R).

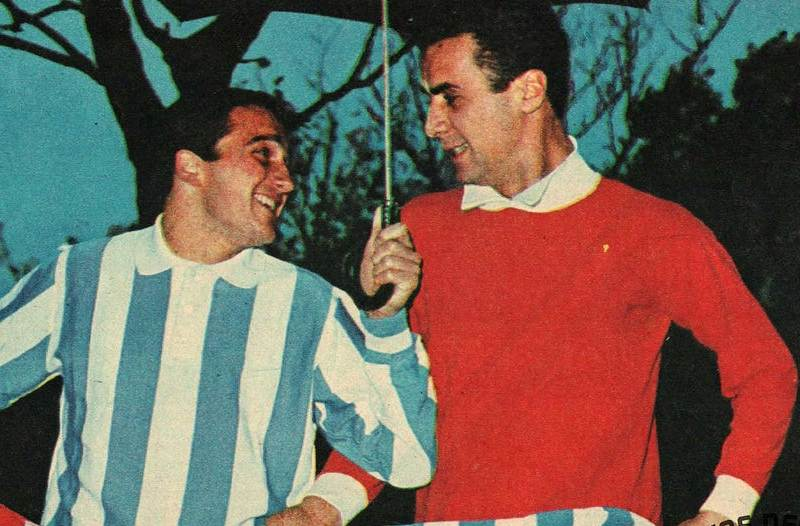
El clásico en 1966 con Miguel Mori (R) y José Omar Pastoriza (I).

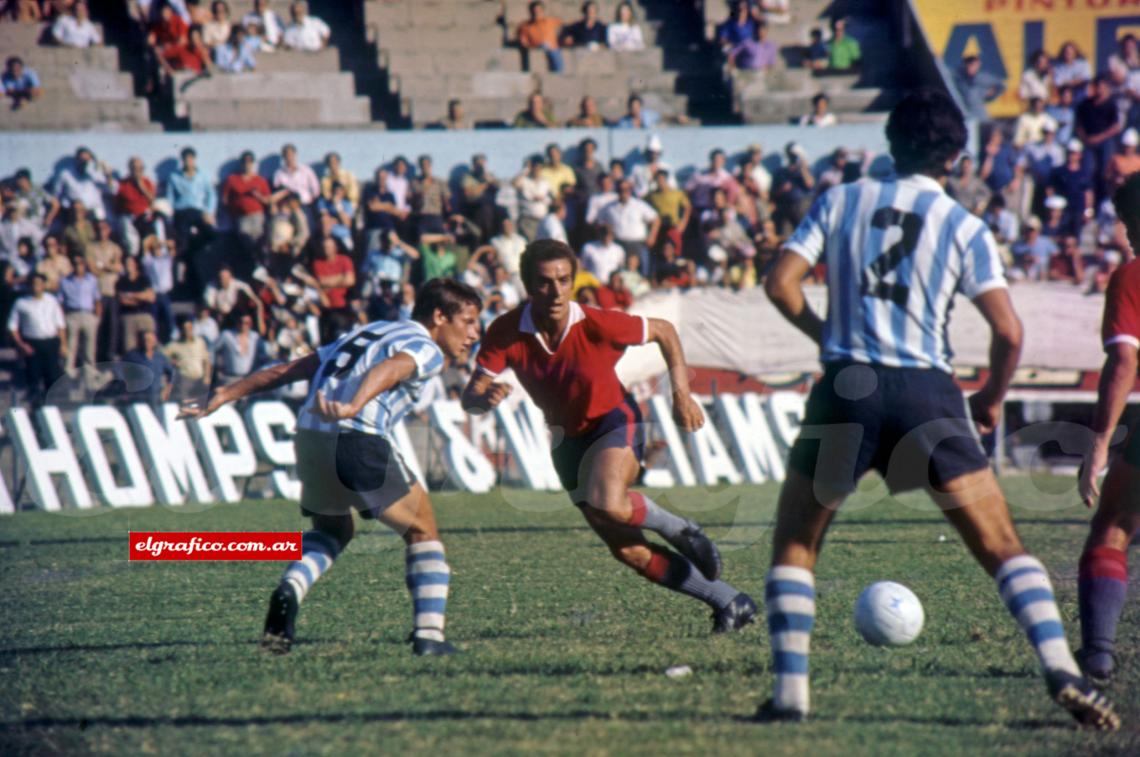
Clásico de Avellaneda en 1971 con José Pastoriza (I).

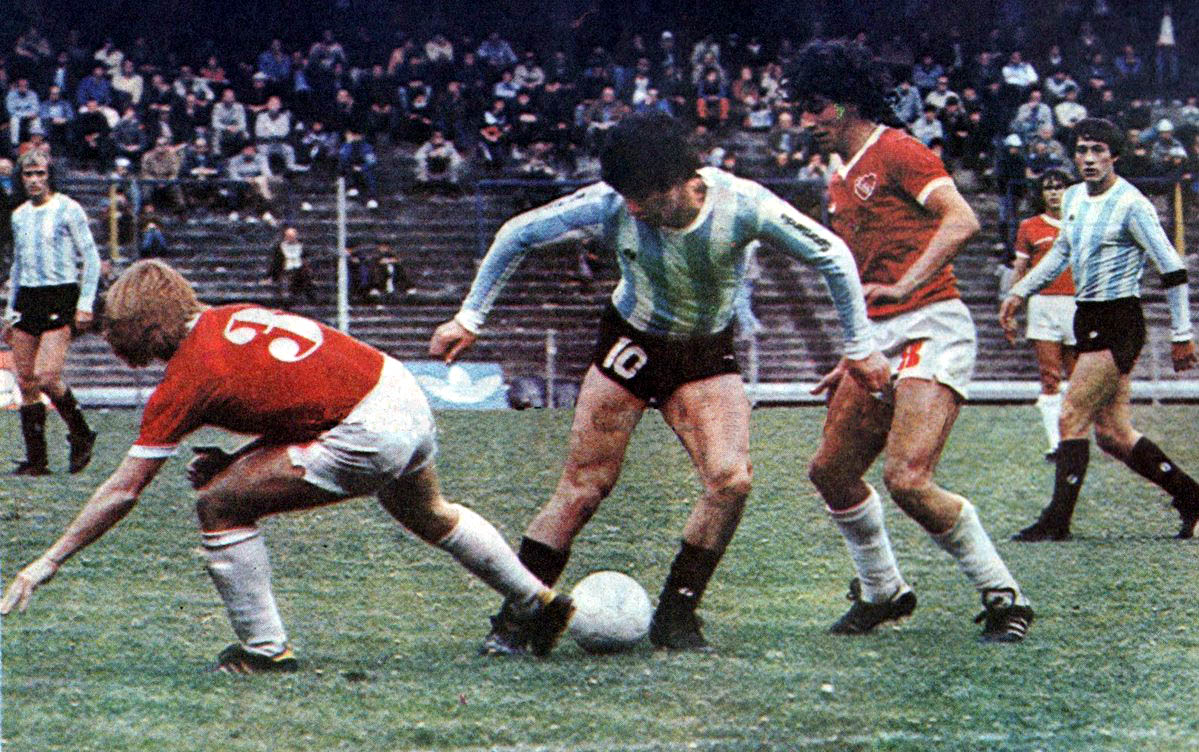
Clásico de Avellaneda en 1981 con Juan Ramón Carrasco (R).

Racing fue fundado en Avellaneda en 1903 (ciudad que se llamó Barracas al Sud hasta el 11 de enero de 1904), e Independiente en Buenos Aires en 1905, pero tras mudar algunas veces su cancha dentro de distintos barrios de aquella ciudad, en 1907 se instala en Avellaneda. El 9 de junio de aquel año tuvo lugar el primer encuentro, disputado entre los segundos equipos de ambos clubes, por el torneo de tercera división de la Asociación Argentina de Football. Independiente lo ganó por 3 a 2, con un gol sobre la hora marcado por el puntero Rosendo Degiorgi, uno de los fundadores del club. Mientras que el primer clásico disputado en el profesionalismo por los primeros equipos se jugó el 9 de enero de 1931 con goleada Académica por 4 a 2, con dos goles de Devicenzi y otros dos de Fassora. El 27 de septiembre se jugó el segundo clásico profesional, con otra goleada de Racing por 7 a 4, con tantos de Fassora, Devicenzi (2), Del Giúdice (3) y Mellone.
A lo largo de la historia del clásico en la máxima categoría, se presentan los siguientes sucesos:
- Durante el amateurismo jugaron 18 veces, con 8 victorias para cada uno y 2 empates.

- El primer partido en el amateurismo y en la historia del clásico de Avellaneda disputado en 1907 por las reservas de ambos lo ganó contra todo pronóstico El Rojo II. La Academia II era claro favorito ya que disputaba el título junto a un San Isidro III invicto, mientras que Independiente era el equipo con la valla más vencida, incluso se vaticinaba una goleada Académica. El partido terminó 3-2 a favor del Rojo.[9] El 1º de septiembre se jugaría la revancha y esta vez, se impondría Racing II por el mismo marcador anterior, un anecdótico 3-2.[10]

- En 1907 a pesar de compartir la misma categoría (Segunda división), no pudieron enfrentarse ya que se encontraban en zonas diferentes. Racing formó parte de la zona C, donde terminó segundo, e Independiente estuvo en la zona B, dónde finalizó anteúltimo y descendió a la Tercera División.

- En 1908 tampoco hubo enfrentamientos, debido a que Racing jugaba en segunda, e Independiente había descendido a la tercera. Racing perdió la final por el ascenso a primera ese año frente a River Plate y el Rojo a pesar de no ganar en la tercera, fue nuevamente promovido a segunda por su buena campaña.

- En 1909 la espera continuó, Racing estaba en la Zona C de segunda e Independiente en la zona B también de dicha categoría, sin cruzarse.

- En 1910 tuvieron el primer choque de sus primeros equipos en la segunda categoría. Fue triunfo de independiente por 1 a 0 en cancha de Racing. El segundo partido y primer enfrentamiento en cancha de Independiente, fue victoria de Racing por 1 a 0. Esa temporada Racing se consagraría campeón de la Segunda división derrotando 2-1 a Boca Jrs. en la final y consiguiendo así el ascenso a la Primera división.

- El 12 de diciembre de 1915 tuvieron el primer choque en primera en la cancha que los rojos tenían en Av. Mitre 1987, en el barrio de Crucecita. Independiente ganó 2 a 1 pero luego perdió los puntos en el tribunal por haber incluido en su equipo al jugador Victorio Capelletti, quien estaba inhabilitado.[11]

- Los dos primeros partidos disputados en el profesionalismo los ganó Racing por 4-1 y 7-4, respectivamente, liderando el historial 10 a 8.

- En 1932 Independiente estaba peleando el campeonato, donde jugaría el clásico de Avellaneda en la última fecha. El Rojo con sólo empatar se consagraría campeón, pero perdería contra Racing por 1-0 (gol de A. Fassora) y se vería obligado a disputar un partido desempate contra River, donde perdería por 3-0, quedándose sin el ansiado título.

- En el segundo partido que se disputó en 1935, Independiente igualó a su vecino de Avellaneda, con 13 partidos ganados al igual que los 13 de La Academia.

- En el primer partido jugado en 1936 Independiente lo superó, con 14 sobre los 13 que tenía en esos momentos Racing.

- En el segundo partido que se disputó ese mismo año, La Academia volvió a empatar la estadística del historial, con 14 al igual que los 14 que tenía Independiente.

- En el primer partido jugado en 1937, El Rojo se volvió a imponer, estableciendo 15 partidos ganados contra los 14 que tenía Racing en esos momentos. La supremacía duraría hasta el año 1950.

- En el primer partido que se jugó en 1950, Racing igualó a Independiente, con 25 partidos ganados al igual que su antagonista rojo.

- En el segundo partido que se jugó en 1950, Racing lo superó, con 26 sobre 25. La Academia seguiría superando al Rojo en el historial, hasta el año 1972.

- En 1960 ocurrió un hecho curioso: Racing sacó campeón a Independiente en la última fecha del campeonato. Independiente había perdido 1 a 0 en Villa Crespo contra el Club Atlético Atlanta y el torneo quedaba servido para Argentinos Juniors, quién para consagrase campeón solamente debía derrotar en Avellaneda a un Racing que no jugaba por nada. Contra toda especulación Racing goleó al Bicho 4 a 1 frustrando el sueño de los bichitos colorados y otorgándole el título a su clásico rival.

- En 1967 Racing e Independiente se enfrentaron en la semifinal del Metropolitano dejando un contundente triunfo de la academia por 2 a 0 en tiempo suplementario. Los dos goles fueron marcados por Norberto Raffo.

- En el Nacional de 1967 Independiente venció por 4 a 0 a Racing en la última fecha del campeonato, logrando de esta manera, la primera de sus tres consagraciones ante su eterno rival.

- En el segundo partido que se disputó en el año 1972 (el de la segunda rueda del antiguo Torneo Metropolitano) Independiente igualó a Racing en el historial, con 41 partidos ganados al igual que su vecino de Avellaneda.

- Posteriormente en el tercer partido que se disputó ese año, que correspondía al del antiguo Torneo Nacional, Racing recuperó su dominio ganándole al Rojo 42 partidos en el historial contra los 41 que tenía este último.

- Luego de dos empates, en el tercer y último partido del año 1973 (que correspondía al partido del Torneo Nacional de ese año), Independiente volvió a empatar a Racing en el historial con 42 partidos.

- En 1974, jugando el primer partido de ese año (que correspondía a la primera rueda del Torneo Metropolitano) Independiente dio vuelta la estadística del historial, ganándole 43 veces contra las 42 que tenía La Academia en ese momento.

- Desde aquel año Independiente predominaría en el historial.

- En 1975 por la 1.ª fecha del Torneo Nacional Racing derrotó a Independiente por 5 a 4, con cuatro goles convertidos por Alberto Jorge estableciendo el récord de mayor cantidad de goles convertidos por un jugador en un clásico. Este clásico fue considerado uno de los más extraordinario e inolvidable en la historia del fútbol argentino.

- En la última fecha del Metropolitano 1970, el Rojo enfrentaba a Racing en el Cilindro con la obligación de ganar convirtiendo 3 goles para ser campeón. Ganaba Racing con gol del Chino Benítez. Empató Tarabini de penal, luego de haber repetido tres veces el mismo para poder vencer a Agustín Cejas quien había atajado los dos primeros disparos (el árbitro era Humberto Dellacasa), el Mariscal Perfumo puso el 2-1 para Racing. Cerca del final del primer tiempo igualó Maglioni. El segundo tiempo fue dramático. Squeo y el Chivo Pavoni fueron expulsados por juego brusco. A 9 minutos del final, apareció Chirola Yazalde, que puso el 3-2; Independiente dio la vuelta olímpica en el cilindro por gol overage, siendo esta la única vez donde no hubo entre dos equipos que compartieran el primer lugar con la misma cantidad de puntos y misma diferencia de gol.

- El 22 de diciembre de 1983 coincidió el clásico en la última fecha, en donde Independiente debía ganar para ser campeón y Racing lo visitaba habiendo descendido la fecha anterior contra su homónimo cordobés Club Atlético Racing. Independiente logró el triunfo con goles de Giusti y Trossero logrando un nuevo título y su gente lo festejo el doble por su campeonato y el descenso de su rival.

- En 1983 debido a la implementación de un sistema de promedios, se consuma el descenso del Racing Club a la Primera B causando que el clásico deje de disputarse durante los años 1984 y 1985 por la permanencia en la segunda división de Racing Club.

- En 1985 Racing retorna a la Primera División, pero como la AFA decide adaptar los campeonatos al calendario europeo, se deben esperar 6 meses más para reanudar el clásico oficialmente.

- A partir de 1986 Racing conseguiría una racha invicta de 16 partidos (9 años) sin perder frente a Independiente. además de esos 16 partidos de liga hubo otros 4 partidos dónde Racing mantuvo el invicto 2 por Supercopa y otros 2 por la Copa Centenario. Dejando en total 20 partidos invicto entre 1986 y 1994.

- Al finalizar el Torneo Final 2013 debido al descenso del Club Atlético Independiente a la Primera B Nacional, este clásico deja de disputarse momentáneamente una vez más.

- En 2014 los rojos regresan a la máxima categoría retornando con la realización del popular clásico de Avellaneda, los rojos salen victoriosos por 2-1 el mismo torneo que Racing se consagraría campeón por 17.° vez en su historia.

- En 2015 el clásico protagonizó la final de la Liguilla pre-Libertadores. El 29 de noviembre Racing se impuso 2-0 en la ida en el Estadio Libertadores de América, con goles de Gustavo Bou y Óscar Romero lesionado, mientras que el 6 de diciembre Independiente ganó 2-1 en la vuelta en el Estadio Presidente Perón, con 9 jugadores desde los 85', con goles de Cristian Rodríguez y Juan Lucero. Luciano Lollo había marcado el empate transitorio para Racing, quien terminaría ganando la serie 3-2, consiguiendo así la clasificación a la Copa Libertadores 2016.

- El 25 de noviembre de 2017 se enfrentaron por la 10.ª fecha de la Superliga 2017-18 en el Cilindro. Aquel encuentro terminó 0–1 con gol de Leandro Fernández para la visita. En dicho partido, el equipo de Independiente alisto en su mayoría jugadores suplentes y gran parte del mismo lo jugó con 10 jugadores y el tercer arquero de su plantilla. Así mismo, el Rojo logró una ventaja de 24 partidos, alcanzando así la máxima diferencia entre ambos clubes contando únicamente duelos de liga.[12]

- El 23 de febrero se enfrentaron por la 20.ª fecha de la Superliga 2018-19 en el Libertadores de América. Aquel encuentro terminó 1–3 con gol de Fernando Gaibor para el local, y Guillermo Burdisso (a. g.), Lisandro López y Matías Zaracho para la visita. De esta manera, Racing logró clasificarse a la Copa Libertadores 2020 y encaminarse a la conquista de su 18.° campeonato de Primera División.[13]

- El 9 de febrero de 2020 se enfrentaron por la 19.ª fecha de la Superliga 2019-20 en el Cilindro. Aquel encuentro terminó 1–0 con gol de Marcelo Díaz para el local. Racing jugó gran parte del partido con nueve jugadores debido a las expulsiones de Gabriel Arias y Leonardo Sigali. Ante la salida de Arias, el arquero suplente Javier García ingresó y tuvo una destacada actuación, según las crónicas. En los minutos finales, tras el gol de la Academia, Independiente sufrió las expulsiones de Cecilio Domínguez y Lucas Romero luego de un altercado entre jugadores de ambos equipos.[14]

- El 19 de marzo de 2022 se enfrentaron por la 7.ª fecha de la Copa de la Liga Profesional en el Libertadores de América. Aquel encuentro terminó 1–2 con gol de Lucas González para el local, y Gabriel Hauche y Enzo Copetti para la visita. Con este triunfo, Racing extendió su racha invicta ante Independiente en competencias de copas nacionales a 96 años.[15]

- El 10 de julio de 2022 se enfrentaron por la 7.ª fecha del Campeonato de Primera División en el Cilindro. Aquel encuentro terminó 1–0 con gol de chilena de Gabriel Hauche para el local.[16]

- El 30 de septiembre de 2023 se enfrentaron por la 7.ª fecha de la Copa de la Liga Profesional en el Cilindro. Aquel encuentro terminó 0–2 con goles de Alexis Canelo y Braian Martínez para la visita. Con esta derrota, Racing perdió su invicto en el torneo y su histórica racha de 97 años sin caer ante Independiente en competencias de copas nacionales.[17]

- El 24 de febrero de 2024 se enfrentaron por la 7.ª fecha de la Copa de la Liga Profesional en el Libertadores de América. Aquel encuentro terminó 0–1 con gol de Adrián Martínez para la visita. Según las crónicas, Racing mostró un desempeño superior a lo largo del partido. Además, con este triunfo, el equipo académico amplió su ventaja en el historial reciente, habiendo ganado seis de los últimos diez clásicos disputados.[18]

- El 16 de marzo de 2025, volvieron a enfrentarse, esta vez por el Apertura. Ambos equipos con realidades opuestas: Independiente estaba primero en su zona cosechando varias victorias importantes y recibía a un Racing diezmado por lesiones y acumulando 4 derrotas consecutivas por el campeonato, luego de haber logrado obtener la Recopa Sudamericana. En dicho contexto favorable para el local, terminarían empatando 1 a 1 con tantos de Martirena y Angulo, con el dato de que el Rojo no consigue una victoria de local desde el año 2021.[19]

## Historial y estadísticas
- El total de enfrentamientos entre ambas instituciones es de 237 partidos disputados, con 89 triunfos para Independiente, 77 empates y 71 triunfos para Racing. El Rojo tiene 18 partidos a favor en las estadísticas y ha convertido 346 goles por sobre los 300 de La Academia.

- En la Primera División de Argentina, se enfrentaron 216 veces, con 84 victorias coloradas, 62 albicelestes y 70 empates, convirtiendo los Diablos 327 tantos y los Académicos 276. Independiente posee una diferencia a favor de 22 partidos en ligas locales.

- Siendo local Independiente se enfrentaron en 112 oportunidades: Independiente ganó 45, empató 39 y perdió 28, con 182 goles a favor y 138 en contra.

- En tanto que siendo local Racing se jugaron 104 partidos: Racing obtuvo 34 victorias, empató 31 y perdió 39, con 138 goles a favor y 145 goles en contra.

- Este clásico tiene el encuentro con mayor diferencia de goles entre los equipos grandes: Independiente 7 - Racing 0, jugado el 3 de noviembre de 1940 y los dos de mayor cantidad de tantos en un clásico en el fútbol argentino: Independiente 7 - Racing 4, disputado el 18 de diciembre de 1927 y Racing 7 - Independiente 4, jugado el 27 de septiembre de 1931.

- La máxima cantidad de partidos invictos es de Racing, con 20, entre 1986 y 1994, con 7 triunfos y 13 empates.

- La mayor cantidad de partidos invictos de local le pertenece a Independiente, con 11, entre 2004 y 2015, con 10 victorias y un empate.[20]

- La máxima cantidad de triunfos consecutivos le pertenece a Independiente, con 5, entre 1982 y 1983.

- Internacionalmente sólo se enfrentaron dos veces, con un triunfo para Racing y un empate. Esto sucedió en una serie ida y vuelta por la Supercopa Sudamericana 1992.

- En enfrentamientos por copas nacionales, se jugaron 17 encuentros, donde Racing venció en 7 oportunidades, Independiente en 4 y empataron los 6 restantes.

- Racing mantiene como récord positivo 97 años seguidos (1926 a 2023) invicto frente a Independiente en enfrentamientos por copas nacionales, con un empate y 5 victorias seguidas.[21]

- En definiciones de eliminación directa, Racing supera a Independiente por 6 a 3.[22] Independiente lleva 95 años sin ganar una eliminación contra Racing.

- De los últimos 20 clásicos jugados, Racing se consagró vencedor en 9 oportunidades, Independiente en 6 y tuvieron 5 paridades.

- El máximo goleador del historial de partidos es el paraguayo Arsenio Erico, con 19 tantos jugando para Independiente.

- Los máximos goleadores del clásico aún en actividad son Lisandro López y Gabriel Hauche, con 6 tantos cada uno jugando para Racing.

Para confeccionar la siguiente tabla se toman en cuenta todos los partidos oficiales reconocidos por AFA y Conmebol.

### Enfrentamientos oficiales
Datos actualizados al clásico del 16 de marzo de 2025 
| Competición                 | PJ  | GIND | E  | GRC | Goles IND | Goles RC |
| --------------------------- | --- | ---- | -- | --- | --------- | -------- |
| Primera División            | 216 | 84   | 70 | 62  | 327       | 276      |
| Segunda División            | 2   | 1    | 0  | 1   | 1         | 1        |
| Copa de Honor               | 2   | 1    | 0  | 1   | 3         | 4        |
| Copa de Competencia         | 4   | 1    | 3  | 0   | 2         | 0        |
| Copa Beccar Varela          | 2   | 0    | 1  | 1   | 4         | 7        |
| Copa Jockey Club            | 3   | 1    | 2  | 0   | 2         | 1        |
| Copa Centenario de la AFA   | 2   | 0    | 0  | 2   | 3         | 5        |
| Copa de la Liga Profesional | 4   | 1    | 0  | 3   | 3         | 4        |
| Supercopa Sudamericana      | 2   | 0    | 1  | 1   | 1         | 2        |
| Total                       | 237 | 89   | 77 | 71  | 346       | 300      |

### Últimos 10 partidos
| Fecha                    | Torneo                | Estadio       | Resultado     | Resultado | Resultado     |
| ------------------------ | --------------------- | ------------- | ------------- | --------- | ------------- |
| 9 de febrero de 2020     | Superliga 2019-20     | Racing Club   | Racing Club   | 1-0       | Independiente |
| 10 de abril de 2021      | Copa de la LPF 2021   | Racing Club   | Racing Club   | 1-0       | Independiente |
| 8 de agosto de 2021      | Liga Profesional 2021 | Independiente | Independiente | 1-0       | Racing Club   |
| 19 de marzo de 2022      | Copa de la LPF 2022   | Independiente | Independiente | 1-2       | Racing Club   |
| 10 de julio de 2022      | Liga Profesional 2022 | Racing Club   | Racing Club   | 1-0       | Independiente |
| 16 de abril de 2023      | Liga Profesional 2023 | Independiente | Independiente | 1-1       | Racing Club   |
| 30 de septiembre de 2023 | Copa de la LPF 2023   | Racing Club   | Racing Club   | 0-2       | Independiente |
| 24 de febrero de 2024    | Copa de la LPF 2024   | Independiente | Independiente | 0-1       | Racing Club   |
| 25 de agosto de 2024     | Liga Profesional 2024 | Racing Club   | Racing Club   | 0-0       | Independiente |
| 16 de marzo de 2025      | Apertura 2025         | Independiente | Independiente | 1-1       | Racing Club   |

### Enfrentamientos amistosos
| Partidos disputados | PJ | GIND | E  | GRC | Goles IND | Goles RC |
| ------------------- | -- | ---- | -- | --- | --------- | -------- |
| Amistosos           | 68 | 20   | 26 | 22  | 88        | 99       |

## Goleadores

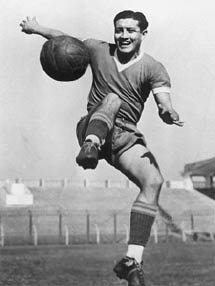
Arsenio Erico (Independiente), con 19 tantos convertidos, es el máximo goleador histórico del clásico.

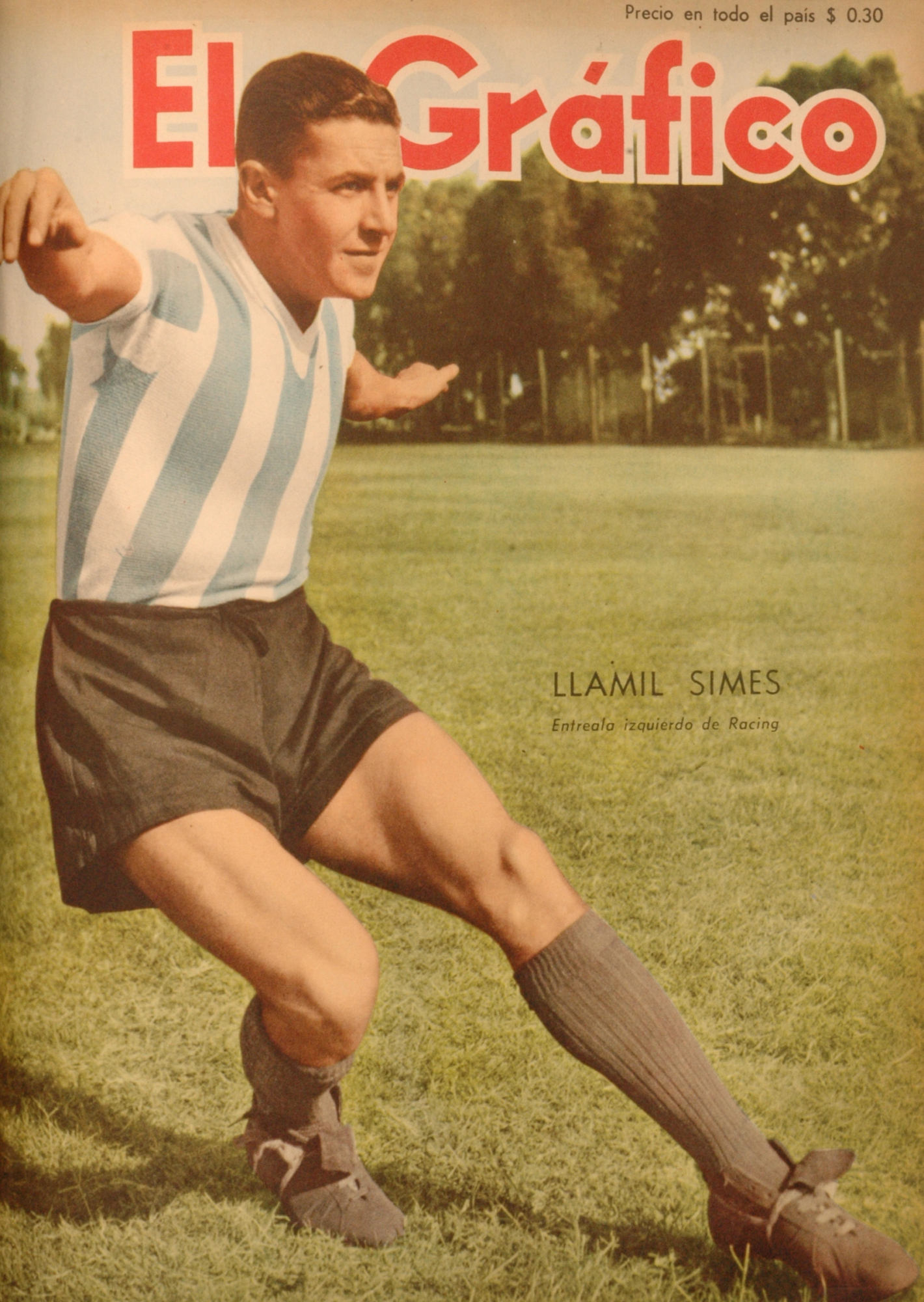
Llamil Simes, el máximo goleador de Racing Club en el clásico con 8 goles

### Máximos goleadores
- El máximo goleador de los enfrentamientos es Arsenio Erico con 19 goles, seguido por Manuel Seoane, Vicente de La Mata y Ricardo Bochini con 13, 10 y 9 goles respectivamente, jugando los cuatro para Independiente. Por otro lado, el jugador de Racing con más goles es Llamil Simes, con 8 goles, seguido por Alberto Fassora y Oreste Corbatta, ambos con 7 tantos.[26][27][28][29][30][31]

- En cuanto a los jugadores con mejor promedio anotador, es Daniel Astegiano (Independiente) quien arroja mejores datos con una media de 1,50 goles por partido, seguido del 1,17 de Alberto Fassora (Racing).

- El último máximo goleador en actividad en la historia del clásico es Lisandro López, con 6 tantos convertidos contra su clásico rival, jugando para Racing.[32]

Nota: En negrita jugadores en activo. En caso de empate indicado en primer lugar el de mejor promedio goleador. Solo se tienen en cuenta los partidos oficiales.
| #  | Jugador              | Equipo        | Total | Total | Total |
| #  | Jugador              | Equipo        | P.J.  | G.    | G. T. |
| -- | -------------------- | ------------- | ----- | ----- | ----- |
| 1  | Arsenio Erico        | Independiente | 21    | 19    | 0.90  |
| 2  | Manuel Seoane        | Independiente | 16    | 13    | 0.81  |
| 3  | Vicente De La Mata   | Independiente | 27    | 10    | 0.37  |
| 4  | Ricardo Bochini      | Independiente | 32    | 9     | 0.28  |
| 5  | Llamil Simes         | Racing Club   | 10    | 8     | 0.80  |
| =  | Ernesto Grillo       | Independiente | 11    | 8     | 0.73  |
| =  | Aníbal Tarabini      | Independiente | 13    | 8     | 0.62  |
| 8  | Alberto Fassora      | Racing Club   | 6     | 7     | 1.17  |
| =  | Oreste Corbatta      | Racing Club   | 13    | 7     | 0.54  |
| =  | Antonio Sastre       | Independiente | 24    | 7     | 0.29  |
| 11 | Daniel Astegiano     | Independiente | 4     | 6     | 1.50  |
| =  | Héctor Yazalde       | Independiente | 8     | 6     | 0.75  |
| =  | Evaristo Barrera     | Racing Club   | 9     | 6     | 0.67  |
| =  | Alberico Zabaleta    | Racing Club   | 11    | 6     | 0.55  |
| =  | Daniel Montenegro    | Independiente | 11    | 6     | 0.55  |
| =  | Lisandro López       | Racing Club   | 12    | 6     | 0.50  |
| =  | Juan José Pizzuti    | Racing Club   | 13    | 6     | 0.46  |
| =  | Luis Ravaschino      | Independiente | 14    | 6     | 0.43  |
| =  | Daniel Bertoni       | Independiente | 15    | 6     | 0.40  |
| =  | Juan Carlos Cárdenas | Racing Club   | 18    | 6     | 0.33  |
| 21 | Vicente Del Giúdice  | Racing Club   | 4     | 5     | 1.25  |
| =  | Demetrio Conidares   | Racing Club   | 4     | 5     | 1.25  |

### Máximas goleadas
Independiente registra la mayor goleada a lo largo de la historia del Clásico de Avellaneda. Fue 7-0 por la fecha 27 del Campeonato 1940. Luego de esa goleada, se impuso cuatro veces por 5-1 en los campeonatos de 1945, 1953, Metropolitano 1974 y Metropolitano 1975 (estas dos últimas en condición de visitante), tres por 4-0 en 1961, 1967 y 2005 y un 4-1 en 2012.
Racing, en tanto, obtuvo su mayor goleada en 1931 cuando se impuso por 7-4 en condición de local en el primer clásico del Profesionalismo. También registra un 4-0 en condición de visitante en 1963, un 5-2 de visitante en 1949, un 4-1 de visitante también en 1931 en la primera fecha del cotejo, otros dos 4-1 en 1958 y en el Nacional 1968 (ambos de local); otro 4 a 1 en la Copa Beccar Varela de 1933; y tres 4-2 en las temporadas 1936, 1944 y 1950 (esta última de visitante).
Racing Club registra 14 goleadas conseguidas, mientras que Independiente acumula 11, en un total de 25 encuentros ganados por 3 o más goles en la historia del clásico de Avellaneda.
| Fecha                    | Lugar        | Partido       | Partido | Partido | Partido | Partido       |
| ------------------------ | ------------ | ------------- | ------- | ------- | ------- | ------------- |
| 18 de noviembre de 1927  | Crucecita    | Independiente |         | 7:4     |         | Racing Club   |
| 31 de mayo de 1931       | Avellaneda   | Independiente |         | 1:4     |         | Racing Club   |
| 27 de septiembre de 1931 | Avellaneda   | Racing Club   |         | 7:4     |         | Independiente |
| 4 de febrero de 1934     | Buenos Aires | Racing Club   |         | 4:1     |         | Independiente |
| 22 de noviembre de 1936  | Avellaneda   | Racing Club   |         | 4:2     |         | Independiente |
| 3 de noviembre de 1940   | Avellaneda   | Independiente |         | 7:0     |         | Racing Club   |
| 25 de junio de 1944      | Avellaneda   | Racing Club   |         | 4:2     |         | Independiente |
| 23 de septiembre de 1945 | Buenos Aires | Independiente |         | 5:1     |         | Racing Club   |
| 3 de julio de 1949       | Avellaneda   | Independiente |         | 2:5     |         | Racing Club   |
| 23 de octubre de 1949    | Avellaneda   | Racing Club   |         | 3:0     |         | Independiente |
| 24 de septiembre de 1950 | Avellaneda   | Independiente |         | 2:4     |         | Racing Club   |
| 9 de agosto de 1953      | Avellaneda   | Independiente |         | 0:3     |         | Racing Club   |
| 22 de noviembre de 1953  | Avellaneda   | Independiente |         | 5:1     |         | Racing Club   |
| 22 de octubre de 1958    | Avellaneda   | Racing Club   |         | 4:1     |         | Independiente |
| 20 de agosto de 1961     | Avellaneda   | Independiente |         | 4:0     |         | Racing Club   |
| 15 de septiembre de 1963 | Avellaneda   | Independiente |         | 0:4     |         | Racing Club   |
| 23 de julio de 1967      | Avellaneda   | Independiente |         | 0:3     |         | Racing Club   |
| 17 de diciembre de 1967  | Avellaneda   | Independiente |         | 4:0     |         | Racing Club   |
| 6 de octubre de 1968     | Avellaneda   | Racing Club   |         | 4:1     |         | Independiente |
| 19 de mayo de 1974       | Avellaneda   | Racing Club   |         | 1:5     |         | Independiente |
| 2 de marzo de 1975       | Avellaneda   | Racing Club   |         | 1:5     |         | Independiente |
| 11 de septiembre de 2005 | Avellaneda   | Independiente |         | 4:0     |         | Racing Club   |
| 14 de abril de 2012      | Avellaneda   | Independiente |         | 4:1     |         | Racing Club   |
| 12 de septiembre de 2015 | Avellaneda   | Independiente |         | 3:0     |         | Racing Club   |
| 24 de noviembre de 2016  | Avellaneda   | Racing Club   |         | 3:0     |         | Independiente |

## Tablas comparativas entre los equipos

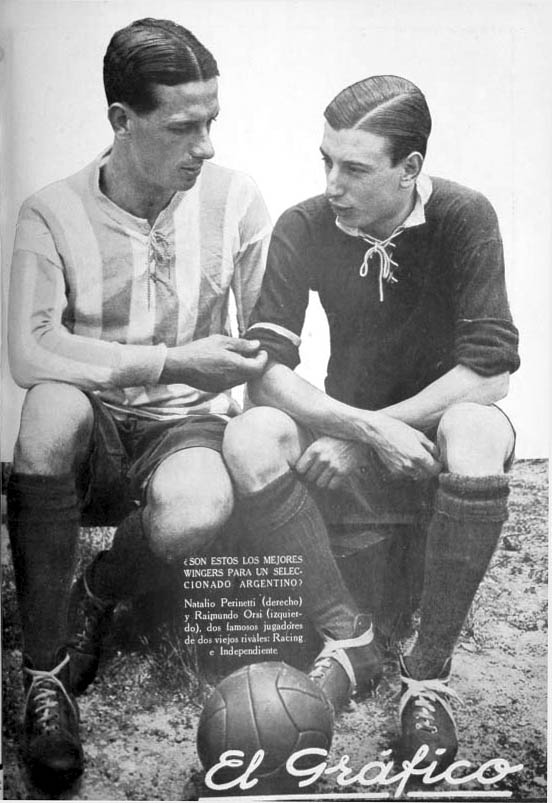
Natalio Perinetti con Raimundo Orsi en 1926. Rivales, no enemigos.

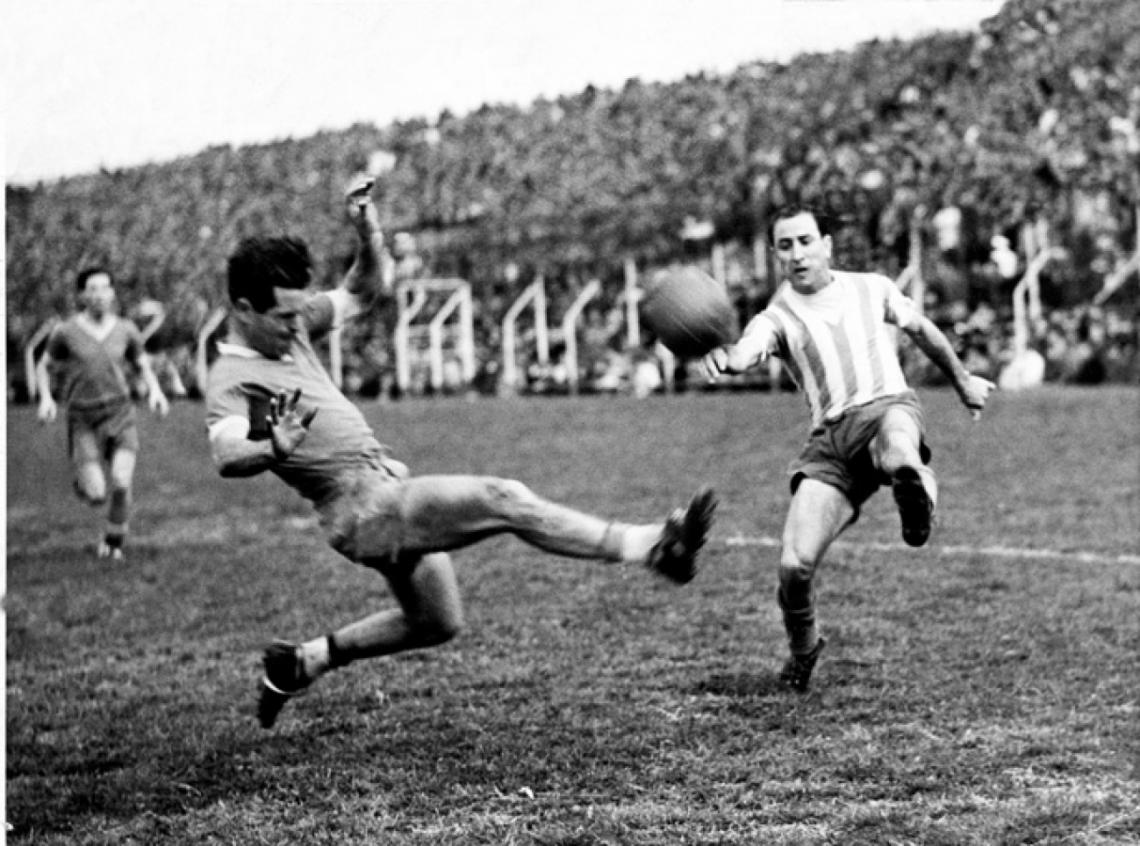
Enrique "Chueco" García en 1942.

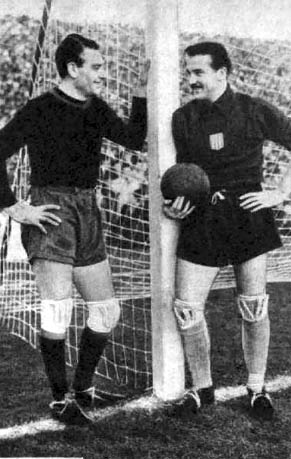
los arqueros Fernando Bello y Sergio Livingstone en 1943.

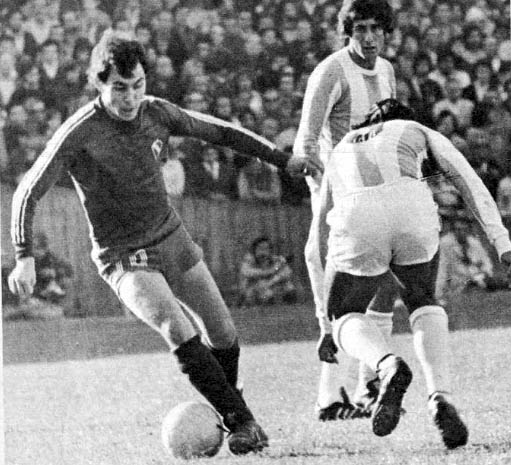
Ricardo Bochini en 1976.

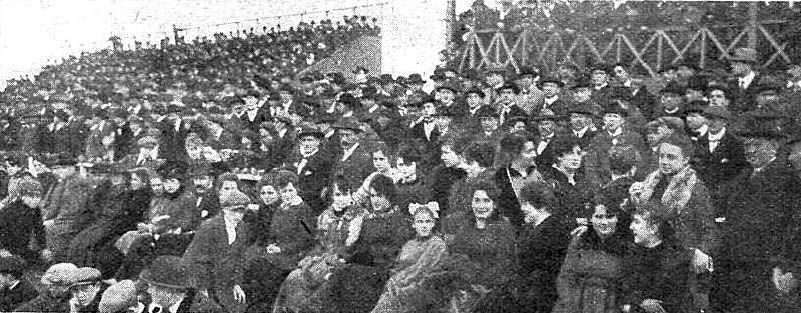
Parcialidades de ambos equipos juntas durante la Copa de Honor 1917, con victoria Académica por 3 a 1.

### Títulos oficiales
| Competiciones                   | Independiente | Racing Club |
| Torneos Internacionales         | 20            | 8           |
| ------------------------------- | ------------- | ----------- |
| Copa Intercontinental           | 2             | 1           |
| Copa Libertadores de América    | 7             | 1           |
| Copa Interamericana             | 3             | 0           |
| Supercopa Sudamericana          | 2             | 1           |
| Recopa Sudamericana             | 1             | 1           |
| Copa Sudamericana               | 2             | 1           |
| Copa Suruga Bank                | 1             | 0           |
| Copa Dr. Ricardo C. Aldao       | 2             | 2           |
| Copa de Honor Cusenier          | 0             | 1           |
| Campeonatos de Primera División | 16            | 18          |
| Copas Nacionales                | 9             | 15          |
| Títulos Totales                 | 45            | 41          |

### Títulos por década
| Décadas   | Independiente | Racing Club |
| --------- | ------------- | ----------- |
| 1910-1919 | 3             | 19          |
| 1920-1929 | 5             | 2           |
| 1930-1939 | 7             | 2           |
| 1940-1949 | 1             | 2           |
| 1950-1959 | 0             | 3           |
| 1960-1969 | 5             | 4           |
| 1970-1979 | 12            | 0           |
| 1980-1989 | 4             | 1           |
| 1990-1999 | 4             | 0           |
| 2000-2009 | 1             | 1           |
| 2010-2019 | 3             | 3           |
| 2020-2029 | 0             | 4           |

### Datos y estadísticas
| Datos                                       | Independiente                                 | Racing Club                                       |
| ------------------------------------------- | --------------------------------------------- | ------------------------------------------------- |
| Fecha de fundación                          | 1 de enero de 1905                            | 25 de marzo de 1903                               |
| Cantidad de socios                          | 146 570                                       | 86 289                                            |
| Estadio (capacidad)                         | Libertadores de América (42 069 espectadores) | Presidente Perón (55 880 espectadores)            |
| Títulos en la Primera División              | 16                                            | 18                                                |
| Récord en la Primera División               | Bicampeón                                     | Heptacampeón (histórico) Tricampeón (profesional) |
| Copas nacionales                            | 9                                             | 15                                                |
| Títulos internacionales                     | 18                                            | 5                                                 |
| Títulos rioplatenses                        | 2                                             | 3                                                 |
| Títulos en la Segunda División              | 0                                             | 2                                                 |
| Clasificación histórica en Primera División | 4.º puesto (4.866 puntos)                     | 5.º puesto (4.729 puntos)                         |
| Ranking Conmebol                            | 22                                            | 12                                                |
| Venta de entradas AFA                       | 5.º puesto (10.055 entradas)                  | 3.º puesto (10.518 entradas)                      |
| Torneos internacionales disputados          | 61                                            | 45                                                |
| Torneos nacionales disputados               | 48                                            | 76                                                |
| Temporadas en Primera División              | 113                                           | 113                                               |
| Temporadas en otras divisiones              | 6                                             | 7                                                 |
| Descensos                                   | 2013                                          | 1983                                              |
| Goleadores en Primera División              | 16                                            | 18                                                |

## Partidos oficiales
Resultados registrados en todos los torneos regulares incluyendo el Amateurismo y el Profesionalismo.

### Segunda División
| # | Torneo                | Ronda | Estadio       | Local         | Resultado | Visitante     | Goles (L) | Goles (V)   |
| - | --------------------- | ----- | ------------- | ------------- | --------- | ------------- | --------- | ----------- |
| 1 | Segunda División 1910 | 4     | Racing Club   | Racing Club   | 0-1       | Independiente |           | J. Hospital |
| 2 | Segunda División 1910 | 14    | Independiente | Independiente | 0-1       | Racing Club   |           | G. Winne    |

#### Estadísticas en Segunda División
| Independiente | 1 |
| Empates       | 0 |
| Racing Club   | 1 |
| Total         | 2 |

### Primera División
| #   | Torneo                         | Ronda      | Estadio         | Local         | Resultado | Visitante     | Goles (L)                                           | Goles (V)                                  |
| --- | ------------------------------ | ---------- | --------------- | ------------- | --------- | ------------- | --------------------------------------------------- | ------------------------------------------ |
| 1   | Campeonato 1915                | 21         | Racing Club     | Racing Club   | 1-0       | Independiente | Vivaldi                                             | Zabaleta, Cappeletti                       |
| 2   | Campeonato 1916                | 10         | Independiente   | Independiente | 0-1       | Racing Club   |                                                     | Olazar                                     |
| 3   | Campeonato 1917                | 20         | Independiente   | Independiente | 1-0       | Racing Club   | Siciliani                                           |                                            |
| 4   | Campeonato 1918                | 8          | Independiente   | Independiente | 0-2       | Racing Club   |                                                     | Perinetti (2)                              |
| 5   | Campeonato 1919                | 9          | Independiente   | Independiente | 0-1       | Racing Club   |                                                     | Marcovecchio                               |
| 6   | Campeonato 1920                | 17         | Racing Club     | Racing Club   | 1-0       | Independiente | Zabaleta                                            |                                            |
| 7   | Campeonato 1920                | 23         | Independiente   | Independiente | 2-1       | Racing Club   | Ragoni (2)                                          | Perinetti                                  |
| 8   | Campeonato 1921                | 15         | Independiente   | Independiente | 1-1       | Racing Club   | Scoffano                                            | Comaschi                                   |
| 9   | Campeonato 1921                | 20         | Racing Club     | Racing Club   | 1-0       | Independiente | Zabaleta                                            |                                            |
| 10  | Campeonato 1922                | 7          | Independiente   | Independiente | 2-3       | Racing Club   | Seoane (2)                                          | Zabaleta (2); Olazar                       |
| 11  | Campeonato 1922                | 28         | Racing Club     | Racing Club   | 2-4       | Independiente | Rouco, Zabaleta                                     | Seoane (2), López, Tubio                   |
| 12  | Campeonato 1923                | 3          | Racing Club     | Racing Club   | 0-1       | Independiente |                                                     | Tubio                                      |
| 13  | Campeonato 1924                | 3          | Independiente   | Independiente | 0-1       | Racing Club   |                                                     | Barceló                                    |
| 14  | Campeonato 1925                | 16         | Independiente   | Independiente | 0-0       | Racing Club   |                                                     |                                            |
| 15  | Campeonato 1926                | 18         | Racing Club     | Racing Club   | 1-3       | Independiente | Lucarelli                                           | Ravaschino (2), Orsi                       |
| 16  | Campeonato 1927                | 30         | Independiente   | Independiente | 7-4       | Racing Club   | Seoane (3), Ravaschino (2), Orsi, Lalín             | Barañano (2), Dellatorre, García           |
| 17  | Campeonato 1928                | 11         | Independiente   | Independiente | 2-1       | Racing Club   | Seoane (2)                                          | Perduca                                    |
| 18  | Campeonato 1930                | 3          | Independiente   | Independiente | 3-1       | Racing Club   | Ravaschino (2), Lalín                               | Mellone                                    |
| 19  | Campeonato 1931                | 1          | Independiente   | Independiente | 1-4       | Racing Club   | Seoane                                              | Devicenzi (2), Fassora (2)                 |
| 20  | Campeonato 1931                | 18         | Racing Club     | Racing Club   | 7-4       | Independiente | Del Giúdice (3), Mellone (2), Devincenzi, Fassora   | Seoane, Porta, Cherro, Betinotti           |
| 21  | Campeonato 1932                | 17         | Racing Club     | Racing Club   | 0-2       | Independiente |                                                     | Seoane, Sastre                             |
| 22  | Campeonato 1932                | 34         | Independiente   | Independiente | 0-1       | Racing Club   |                                                     | Fassora                                    |
| 23  | Campeonato 1933                | 2          | Racing Club     | Racing Club   | 2-1       | Independiente | Barralía, Del Giúdice                               | Sastre                                     |
| 24  | Campeonato 1933                | 19         | Independiente   | Independiente | 2-1       | Racing Club   | Lamanna, Evaristo                                   | Fassora                                    |
| 25  | Campeonato 1934                | 2          | Racing Club     | Racing Club   | 0-1       | Independiente |                                                     | Álvarez                                    |
| 26  | Campeonato 1934                | 15         | Independiente   | Independiente | 1-3       | Racing Club   | Martínez                                            | Del Giúdice, Barrera, Chazarreta           |
| 27  | Campeonato 1934                | 32         | Independiente   | Independiente | 1-1       | Racing Club   | Valentini                                           | Barrera                                    |
| 28  | Campeonato 1935                | 5          | Independiente   | Independiente | 2-0       | Racing Club   | Sastre, Mata                                        |                                            |
| 29  | Campeonato 1935                | 22         | Racing Club     | Racing Club   | 1-3       | Independiente | Bugueyro                                            | Erico (2), Martínez                        |
| 30  | Copa de Honor 1936             | 14         | Independiente   | Independiente | 1-0       | Racing Club   | Erico                                               | Barrera                                    |
| 31  | Campeonato 1936                | 14         | Racing Club     | Racing Club   | 4-2       | Independiente | Barrera (2), Scopelli, Zito                         | Erico (2)                                  |
| 32  | Campeonato 1937                | 17         | Racing Club     | Racing Club   | 1-4       | Independiente | Guaita                                              | Sastre (2), Reuben (2)                     |
| 33  | Campeonato 1937                | 35         | Independiente   | Independiente | 3-1       | Racing Club   | Erico (2), Reuben                                   | Zito                                       |
| 34  | Campeonato 1938                | 10         | Independiente   | Independiente | 2-2       | Racing Club   | Erico (2)                                           | Barrera, Zito                              |
| 35  | Campeonato 1938                | 27         | Racing Club     | Racing Club   | 2-3       | Independiente | Fandiño                                             | Erico (2), Zito, Zorrilla                  |
| 36  | Campeonato 1939                | 3          | Racing Club     | Racing Club   | 2-0       | Independiente | García, Benítez Cáceres                             |                                            |
| 37  | Campeonato 1939                | 20         | Independiente   | Independiente | 3-3       | Racing Club   | Erico (2), Sastre                                   | Benítez Cáceres, Coletta (autogol), García |
| 38  | Campeonato 1940                | 10         | Racing Club     | Racing Club   | 1-1       | Independiente | Devizia                                             | De La Mata                                 |
| 39  | Campeonato 1940                | 27         | Independiente   | Independiente | 7-0       | Racing Club   | De La Mata (2), Erico (2), Zorrilla (2), Leguizamón |                                            |
| 40  | Campeonato 1941                | 15         | Independiente   | Independiente | 3-1       | Racing Club   | De La Mata, Erico, Funes                            | Liztherman                                 |
| 41  | Campeonato 1941                | 30         | Racing Club     | Racing Club   | 3-1       | Independiente | Benítez Cáceres, Gumilla, Larretchart               | Erico                                      |
| 42  | Campeonato 1942                | 4          | Racing Club     | Racing Club   | 1-2       | Independiente | Marvezi                                             | De la Mata, Mourín                         |
| 43  | Campeonato 1942                | 19         | Independiente   | Independiente | 0-0       | Racing Club   |                                                     |                                            |
| 44  | Campeonato 1943                | 13         | Independiente   | Independiente | 1-2       | Racing Club   | De La Mata                                          | D’Alessandro, Orleans                      |
| 45  | Campeonato 1943                | 28         | Racing Club     | Racing Club   | 2-2       | Independiente | D’Alessandro, Orleans                               | De La Mata, Walter                         |
| 46  | Campeonato 1944                | 11         | Racing Club     | Racing Club   | 4-2       | Independiente | Reyes (3), D’Alessandro                             | Erico, Paranza                             |
| 47  | Campeonato 1944                | 26         | Independiente   | Independiente | 1-0       | Racing Club   | Walter                                              |                                            |
| 48  | Campeonato 1945                | 6          | Racing Club     | Racing Club   | 0-2       | Independiente |                                                     | Pedaci (2)                                 |
| 49  | Campeonato 1945                | 21         | Boca Juniors    | Independiente | 5-1       | Racing Club   | De La Mata (2), Cervino, Erico, Milone (autogol)    | Castro                                     |
| 50  | Campeonato 1946                | 13         | Racing Club     | Racing Club   | 1-3       | Independiente | Strembel                                            | Cervino (2), Bianco                        |
| 51  | Campeonato 1946                | 28         | Independiente   | Independiente | 0-2       | Racing Club   |                                                     | Bravo, Sued                                |
| 52  | Campeonato 1947                | 13         | Racing Club     | Racing Club   | 3-2       | Independiente | Bravo (2), Di Pace                                  | Deleva, M. Fernández                       |
| 53  | Campeonato 1947                | 28         | Independiente   | Independiente | 1-2       | Racing Club   | O. Gil                                              | Bravo, Gallo                               |
| 54  | Campeonato 1948                | 12         | Independiente   | Independiente | 2-3       | Racing Club   | M. Fernández (2)                                    | Simes (2), Méndez                          |
| 55  | Campeonato 1948                | 27         | San Lorenzo     | Racing Club   | 0-1       | Independiente |                                                     | G. Gil                                     |
| 56  | Campeonato 1949                | 10         | Independiente   | Independiente | 2-5       | Racing Club   | Romay (2)                                           | D. Hernández, Gagliardo, Méndez, Simes     |
| 57  | Campeonato 1949                | 27         | Boca Juniors    | Racing Club   | 3-0       | Independiente | Méndez, Salvini, Simes                              |                                            |
| 58  | Campeonato 1950                | 7          | San Lorenzo     | Racing Club   | 3-1       | Independiente | Bravo, Méndez, Simes                                | Lacasia                                    |
| 59  | Campeonato 1950                | 24         | Independiente   | Independiente | 2-4       | Racing Club   | C. González, De La Mata                             | Bianco (3), Boyé                           |
| 60  | Campeonato 1951                | 10         | Independiente   | Independiente | 1-1       | Racing Club   | Romay                                               | Ameal                                      |
| 61  | Campeonato 1951                | 27         | Racing Club     | Racing Club   | 1-0       | Independiente | Simes                                               |                                            |
| 62  | Campeonato 1952                | 15         | Independiente   | Independiente | 1-1       | Racing Club   | Grillo                                              | Cupo                                       |
| 63  | Campeonato 1952                | 30         | Racing Club     | Racing Club   | 1-0       | Independiente | Simes                                               |                                            |
| 64  | Campeonato 1953                | 15         | Racing Club     | Racing Club   | 3-0       | Independiente | Pizzuti (2), Blanco                                 |                                            |
| 65  | Campeonato 1953                | 30         | Independiente   | Independiente | 5-1       | Racing Club   | Grillo (3), Bonelli, Cruz                           | Pizzuti                                    |
| 66  | Campeonato 1954                | 4          | Racing Club     | Racing Club   | 1-4       | Independiente | Simes                                               | Micheli (2), Barraza, Grillo               |
| 67  | Campeonato 1954                | 19         | Independiente   | Independiente | 2-0       | Racing Club   | Barraza, Bonelli                                    |                                            |
| 68  | Campeonato 1955                | 6          | Racing Club     | Racing Club   | 1-1       | Independiente | Maschio                                             | Grillo                                     |
| 69  | Campeonato 1955                | 21         | Independiente   | Independiente | 0-1       | Racing Club   |                                                     | Blanco                                     |
| 70  | Campeonato 1956                | 4          | Racing Club     | Racing Club   | 2-0       | Independiente | Corbatta (2)                                        |                                            |
| 71  | Campeonato 1956                | 19         | Independiente   | Independiente | 2-2       | Racing Club   | Grillo (2)                                          | Corbatta, Mendiburu                        |
| 72  | Campeonato 1957                | 13         | Racing Club     | Racing Club   | 2-3       | Independiente | Corbatta, Cupo                                      | Bonelli (2), Miranda                       |
| 73  | Campeonato 1957                | 28         | Independiente   | Independiente | 2-2       | Racing Club   | Bendazzi, Raffo                                     | Aguiar, Pizzuti                            |
| 74  | Campeonato 1958                | 3          | Independiente   | Independiente | 1-1       | Racing Club   | Nawacky                                             | Sosa                                       |
| 75  | Campeonato 1958                | 18         | Racing Club     | Racing Club   | 4-1       | Independiente | Manfredini (2), Corbatta, Pizzuti                   | Cruz                                       |
| 76  | Campeonato 1959                | 14         | Racing Club     | Racing Club   | 1-3       | Independiente | Corbatta                                            | Jiménez (2), Carbone                       |
| 77  | Campeonato 1959                | 29         | Independiente   | Independiente | 3-4       | Racing Club   | Carbone (2), Villegas                               | Ferrero, Pizzuti, Sosa, Ferreiro (autogol) |
| 78  | Campeonato 1960                | 14         | Independiente   | Independiente | 3-3       | Racing Club   | D’Ascenzo (3)                                       | Corbatta, Mansilla, Sosa                   |
| 79  | Campeonato 1960                | 29         | Huracán         | Racing Club   | 0-0       | Independiente |                                                     |                                            |
| 80  | Campeonato 1961                | 14         | Independiente   | Independiente | 4-0       | Racing Club   | Lanzoni (2), Abeledo, Suárez                        |                                            |
| 81  | Campeonato 1961                | 29         | Racing Club     | Racing Club   | 1-1       | Independiente | Belén                                               | D’Ascenzo                                  |
| 82  | Campeonato 1962                | 12         | Racing Club     | Racing Club   | 2-2       | Independiente | Belén, J. Ramírez                                   | D’Ascenzo, Rolan                           |
| 83  | Campeonato 1962                | 27         | Independiente   | Independiente | 0-0       | Racing Club   |                                                     |                                            |
| 84  | Campeonato 1963                | 4          | Racing Club     | Racing Club   | 0-0       | Independiente |                                                     |                                            |
| 85  | Campeonato 1963                | 17         | Independiente   | Independiente | 0-4       | Racing Club   |                                                     | San Lorenzo (2), Sosa (2)                  |
| 86  | Campeonato 1964                | 3          | Independiente   | Independiente | 3-1       | Racing Club   | M. Rodríguez, Savoy, Suárez                         | Menotti                                    |
| 87  | Campeonato 1964                | 18         | Racing Club     | Racing Club   | 0-1       | Independiente |                                                     | Suárez                                     |
| 88  | Campeonato 1965                | 6          | Independiente   | Independiente | 2-2       | Racing Club   | Acevedo (2)                                         | Cárdenas, Rulli                            |
| 89  | Campeonato 1965                | 23         | Racing Club     | Racing Club   | 2-0       | Independiente | Penterelli, J.J. Rodríguez                          |                                            |
| 90  | Campeonato 1966                | 18         | Independiente   | Independiente | 0-2       | Racing Club   |                                                     | Maschio, Martinoli                         |
| 91  | Campeonato 1966                | 37         | Racing Club     | Racing Club   | 3-3       | Independiente | Cárdenas, Martinoli, R. Díaz                        | Artime (2), Roldán                         |
| 92  | Metropolitano 1967             | Interzonal | Racing Club     | Racing Club   | 0-1       | Independiente |                                                     | Tarabini                                   |
| 93  | Metropolitano 1967             | Interzonal | Independiente   | Independiente | 0-3       | Racing Club   |                                                     | Raffo (2), Maschio                         |
| 94  | Metropolitano 1967             | Semifinal  | Racing Club     | Racing Club   | 2-0       | Independiente | Raffo (2)                                           |                                            |
| 95  | Nacional 1967                  | 15         | Independiente   | Independiente | 4-0       | Racing Club   | Artime (2), Savoy, Tarabini                         |                                            |
| 96  | Metropolitano 1968             | Interzonal | Racing Club     | Racing Club   | 1-0       | Independiente | Salomone                                            |                                            |
| 97  | Metropolitano 1968             | Interzonal | Independiente   | Independiente | 2-2       | Racing Club   | Yazalde (2)                                         | Perfumo, Salomone                          |
| 98  | Nacional 1968                  | 5          | Racing Club     | Racing Club   | 4-1       | Independiente | Salomone (3), Basile                                | Yazalde                                    |
| 99  | Metropolitano 1969             | Interzonal | Racing Club     | Racing Club   | 2-2       | Independiente | M. Da Silva, Cominelli                              | Tarabini (2)                               |
| 100 | Metropolitano 1969             | Interzonal | Independiente   | Independiente | 2-1       | Racing Club   | Tarabini, Wolff (autogol)                           | Perfumo                                    |
| 101 | Nacional 1969                  | 17         | Boca Juniors    | Independiente | 1-3       | Racing Club   | Tarabini                                            | Cárdenas, Cominelli, Lamelza               |
| 102 | Metropolitano 1970             | 21         | Racing Club     | Racing Club   | 2-3       | Independiente | Benítez, Perfumo                                    | Maglioni, Tarabini, Yazalde                |
| 103 | Nacional 1970                  | Interzonal | Racing Club     | Racing Club   | 2-2       | Independiente | M.A.Adorno, Rocchia                                 | Maglioni, Yazalde                          |
| 104 | Nacional 1970                  | Interzonal | Independiente   | Independiente | 2-1       | Racing Club   | Tarabini, Yazalde                                   | Wolff                                      |
| 105 | Metropolitano 1971             | 4          | Racing Club     | Racing Club   | 3-3       | Independiente | Luna, Rocchia, Squeo                                | Giachello (2), Balbuena                    |
| 106 | Metropolitano 1971             | 23         | Independiente   | Independiente | 1-0       | Racing Club   | Pastoriza                                           |                                            |
| 107 | Nacional 1971                  | Interzonal | San Lorenzo     | Independiente | 2-1       | Racing Club   | Magán, Maglioni                                     | J. Benítez                                 |
| 108 | Metropolitano 1972             | 5          | Racing Club     | Racing Club   | 1-1       | Independiente | Cárdenas                                            | Cavoli                                     |
| 109 | Metropolitano 1972             | 22         | Independiente   | Independiente | 1-0       | Racing Club   | Palomba, Pavoni                                     | Cárdenas                                   |
| 110 | Nacional 1972                  | Interzonal | Boca Juniors    | Independiente | 1-2       | Racing Club   | Bochini                                             | Cárdenas, Lamelza                          |
| 111 | Metropolitano 1973             | 10         | Racing Club     | Racing Club   | 0-0       | Independiente |                                                     |                                            |
| 112 | Metropolitano 1973             | 27         | Independiente   | Independiente | 0-0       | Racing Club   |                                                     |                                            |
| 113 | Nacional 1973                  | Interzonal | Racing Club     | Racing Club   | 1-3       | Independiente | N. Scotta                                           | Bertoni, Maglioni, Sá                      |
| 114 | Metropolitano 1974             | Interzonal | Independiente   | Independiente | 4-1       | Racing Club   | Bochini (3), Galván                                 | Mifflin                                    |
| 115 | Metropolitano 1974             | Interzonal | Racing Club     | Racing Club   | 1-5       | Independiente | N. Scotta                                           | Bertoni (2), Galván, Raimondo, Saggioratto |
| 116 | Nacional 1974                  | Interzonal | Independiente   | Independiente | 2-0       | Racing Club   | Bochini, Saggioratto                                |                                            |
| 117 | Nacional 1974                  | Interzonal | Racing Club     | Racing Club   | 1-1       | Independiente | Álvarez                                             | Comisso                                    |
| 118 | Metropolitano 1975             | 4          | Racing Club     | Racing Club   | 1-5       | Independiente | N. Scotta                                           | Balbuena (2), Giribet, Pavoni, Ruíz Moreno |
| 119 | Metropolitano 1975             | 23         | Independiente   | Independiente | 4-1       | Racing Club   | Bochini (2), Bertoni, Giribet                       | Buzzo                                      |
| 120 | Nacional 1975                  | Interzonal | Racing Club     | Racing Club   | 5-4       | Independiente | Jorge (4), Cordero                                  | Bertoni, Pavoni, Rojas, Sá                 |
| 121 | Nacional 1975                  | Interzonal | Independiente   | Independiente | 1-1       | Racing Club   | Rojas                                               | N. Scotta                                  |
| 122 | Metropolitano 1976             | Interzonal | Independiente   | Independiente | 4-2       | Racing Club   | Astegiano (3), Trossero                             | Fortunato, Gottardi                        |
| 123 | Metropolitano 1976             | Interzonal | Racing Club     | Racing Club   | 1-3       | Independiente | Correa                                              | Astegiano, Bertoni, Pavoni                 |
| 124 | Nacional 1976                  | Interzonal | Racing Club     | Racing Club   | 1-2       | Independiente | Glaria                                              | Arroyo, Astegiano                          |
| 125 | Nacional 1976                  | Interzonal | Racing Club     | Racing Club   | 1-1       | Independiente | Astegiano                                           | D. Marangoni                               |
| 126 | Metropolitano 1977             | 13         | Independiente   | Independiente | 0-0       | Racing Club   |                                                     |                                            |
| 127 | Metropolitano 1977             | 36         | Racing Club     | Racing Club   | 0-0       | Independiente |                                                     |                                            |
| 128 | Metropolitano 1978             | 3          | Racing Club     | Racing Club   | 3-2       | Independiente | Avallay, Cordero, Olarticoechea                     | Brítez, Outes                              |
| 129 | Metropolitano 1978             | 24         | Independiente   | Independiente | 1-0       | Racing Club   | Bochini                                             |                                            |
| 130 | Nacional 1979                  | Interzonal | Racing Club     | Racing Club   | 2-3       | Independiente | P. Cárdenas, F. Rodríguez                           | Outes (2), Alzamendi                       |
| 131 | Nacional 1979                  | Interzonal | Independiente   | Independiente | 2-3       | Racing Club   | Barberón, Larrosa                                   | R. Alonso, Calderón, Giachello             |
| 132 | Metropolitano 1980             | 8          | Racing Club     | Racing Club   | 1-1       | Independiente | Roldán                                              | Olguín                                     |
| 133 | Metropolitano 1980             | 27         | Independiente   | Independiente | 1-0       | Racing Club   | Alzamendi                                           |                                            |
| 134 | Nacional 1980                  | Interzonal | Independiente   | Independiente | 1-1       | Racing Club   | Brailowsky                                          | R. Alonso                                  |
| 135 | Nacional 1980                  | Interzonal | Racing Club     | Racing Club   | 1-2       | Independiente | Carrasco                                            | Alzamendi, Mazo                            |
| 136 | Metropolitano 1981             | 7          | Independiente   | Independiente | 1-2       | Racing Club   | Olguín                                              | Carrasco, Villarruel                       |
| 137 | Metropolitano 1981             | 24         | Vélez Sarsfield | Racing Club   | 0-0       | Independiente |                                                     |                                            |
| 138 | Nacional 1981                  | Interzonal | Independiente   | Independiente | 0-0       | Racing Club   |                                                     |                                            |
| 139 | Nacional 1981                  | Interzonal | Racing Club     | Racing Club   | 1-2       | Independiente | Magán                                               | Calderón (2)                               |
| 140 | Nacional 1982                  | Interzonal | Independiente   | Independiente | 1-1       | Racing Club   | Alzamendi                                           | Sarulyte                                   |
| 141 | Nacional 1982                  | Interzonal | Vélez Sarsfield | Racing Club   | 1-2       | Independiente | Monzón (autogol)                                    | Brailowsky, Castello (autogol)             |
| 142 | Metropolitano 1982             | 14         | Boca Juniors    | Racing Club   | 0-2       | Independiente |                                                     | Morete, Trossero                           |
| 143 | Metropolitano 1982             | 33         | Independiente   | Independiente | 3-1       | Racing Club   | Burruchaga, Calderón, Marangoni                     | J. E. Solari                               |
| 144 | Metropolitano 1983             | 19         | Huracán         | Racing Club   | 1-2       | Independiente | Orte                                                | Azzolini (autogol), C. Carrizo             |
| 145 | Metropolitano 1983             | 38         | Independiente   | Independiente | 2-0       | Racing Club   | Giusti, Trossero                                    |                                            |
| 146 | Campeonato 1986-87             | 2          | Racing Club     | Racing Club   | 0-0       | Independiente |                                                     |                                            |
| 147 | Campeonato 1986-87             | 21         | Independiente   | Independiente | 2-2       | Racing Club   | Bochini, Percudani                                  | Ingrao (autogol), I. Ortiz                 |
| 148 | Campeonato 1987-88             | 11         | Independiente   | Independiente | 1-1       | Racing Club   | F. Navarro                                          | R. Paz                                     |
| 149 | Campeonato 1987-88             | 30         | Racing Club     | Racing Club   | 3-1       | Independiente | Colombatti, Medina Bello, Wiktor (autogol)          | Barberón                                   |
| 150 | Campeonato 1988-89             | 17         | Racing Club     | Racing Club   | 2-1       | Independiente | Colombatti, R. Paz                                  | Merlini                                    |
| 151 | Campeonato 1988-89             | 36         | Independiente   | Independiente | 0-0       | Racing Club   |                                                     |                                            |
| 152 | Campeonato 1989-90             | 11         | Independiente   | Independiente | 2-2       | Racing Club   | M. Lobo, Osterrieth                                 | H. Pérez, Olarticoechea                    |
| 153 | Campeonato 1989-90             | 30         | Racing Club     | Racing Club   | 1-0       | Independiente | Olarticoechea                                       |                                            |
| 154 | Apertura 1990                  | 2          | Independiente   | Independiente | 1-1       | Racing Club   | Ubaldi                                              | H. Pérez                                   |
| 155 | Clausura 1991                  | 2          | Racing Club     | Racing Club   | 0-0       | Independiente |                                                     |                                            |
| 156 | Apertura 1991                  | 5          | Racing Club     | Racing Club   | 0-0       | Independiente |                                                     |                                            |
| 157 | Clausura 1992                  | 5          | Independiente   | Independiente | 0-0       | Racing Club   |                                                     |                                            |
| 158 | Apertura 1992                  | 6          | Independiente   | Independiente | 1-1       | Racing Club   | Reinoso                                             | Graciani                                   |
| 159 | Clausura 1993                  | 6          | Racing Club     | Racing Club   | 1-1       | Independiente | C. Torres                                           | G. López                                   |
| 160 | Apertura 1993                  | 8          | Racing Club     | Racing Club   | 1-0       | Independiente | De Vicente                                          |                                            |
| 161 | Clausura 1994                  | 8          | Independiente   | Independiente | 2-2       | Racing Club   | Cagna, Rambert                                      | Allegue, C. López                          |
| 162 | Apertura 1994                  | 3          | Racing Club     | Racing Club   | 0-2       | Independiente |                                                     | G. López, H. Pérez                         |
| 163 | Clausura 1995                  | 3          | Independiente   | Independiente | 0-0       | Racing Club   |                                                     |                                            |
| 164 | Apertura 1995                  | 8          | Independiente   | Independiente | 2-2       | Racing Club   | Burruchaga, Cagna                                   | Delgado, C. López                          |
| 165 | Clausura 1996                  | 8          | Racing Club     | Racing Club   | 1-1       | Independiente | Facciutto                                           | Calderón                                   |
| 166 | Apertura 1996                  | 4          | Independiente   | Independiente | 2-2       | Racing Club   | Arzeno, Guerrero                                    | Arzeno (autogol), Fuertes                  |
| 167 | Clausura 1997                  | 4          | Racing Club     | Racing Club   | 1-2       | Independiente | Ubeda                                               | Calderón (2)                               |
| 168 | Apertura 1997                  | 4          | Independiente   | Independiente | 2-0       | Racing Club   | Guerrero, Reggi                                     |                                            |
| 169 | Clausura 1998                  | 4          | Racing Club     | Racing Club   | 0-0       | Independiente |                                                     |                                            |
| 170 | Apertura 1998                  | 3          | Independiente   | Independiente | 1-3       | Racing Club   | Cascini                                             | Bezombe, Delgado, A. Morales               |
| 171 | Clausura 1999                  | 3          | Racing Club     | Racing Club   | 0-2       | Independiente |                                                     | Calderón, C. Gómez                         |
| 172 | Apertura 1999                  | 11         | Racing Club     | Racing Club   | 0-0       | Independiente |                                                     |                                            |
| 173 | Clausura 2000                  | 11         | Independiente   | Independiente | 2-1       | Racing Club   | Cambiasso, Marioni                                  | Monserrat                                  |
| 174 | Apertura 2000                  | 19         | Racing Club     | Racing Club   | 0-2       | Independiente |                                                     | Cambiasso, Vuoso                           |
| 175 | Clausura 2001                  | 19         | Independiente   | Independiente | 0-1       | Racing Club   |                                                     | Estévez                                    |
| 176 | Apertura 2001                  | 2          | Independiente   | Independiente | 1-1       | Racing Club   | Forlán                                              | Loeschbor                                  |
| 177 | Clausura 2002                  | 2          | Racing Club     | Racing Club   | 1-2       | Independiente | Bedoya                                              | Silvera, Vuoso                             |
| 178 | Apertura 2002                  | 4          | River Plate     | Racing Club   | 1-4       | Independiente | Romero                                              | Montenegro (2), Ríos, Silvera              |
| 179 | Clausura 2003                  | 4          | Lanús           | Independiente | 1-1       | Racing Club   | Silvera                                             | D. Milito                                  |
| 180 | Apertura 2003                  | 15         | Racing Club     | Racing Club   | 1-1       | Independiente | Rimoldi                                             | Manso                                      |
| 181 | Clausura 2004                  | 15         | Lanús           | Independiente | 1-3       | Racing Club   | Eluchans                                            | G. Fernández (2), L. López                 |
| 182 | Apertura 2004                  | 8          | Independiente   | Independiente | 1-0       | Racing Club   | J. Castillo                                         |                                            |
| 183 | Clausura 2005                  | 8          | Racing Club     | Racing Club   | 3-1       | Independiente | Falcón, M. Guerrero, L. López                       | Frutos                                     |
| 184 | Apertura 2005                  | 6          | Independiente   | Independiente | 4-0       | Racing Club   | Frutos (3), Agüero                                  |                                            |
| 185 | Clausura 2006                  | 6          | Racing Club     | Racing Club   | 0-2       | Independiente |                                                     | Agüero (2)                                 |
| 186 | Apertura 2006                  | 15         | Independiente   | Independiente | 2-0       | Racing Club   | D. Montenegro (2)                                   |                                            |
| 187 | Clausura 2007                  | 15         | Racing Club     | Racing Club   | 1-1       | Independiente | Sava                                                | G. Rodríguez                               |
| 188 | Apertura 2007                  | 17         | Racing Club     | Racing Club   | 0-0       | Independiente |                                                     |                                            |
| 189 | Clausura 2008                  | 17         | Vélez Sarsfield | Independiente | 0-0       | Racing Club   |                                                     |                                            |
| 190 | Apertura 2008                  | 3          | Racing Club     | Racing Club   | 1-1       | Independiente | F. Sosa                                             | Montenegro                                 |
| 191 | Clausura 2009                  | 3          | Huracán         | Independiente | 2-0       | Racing Club   | Montenegro, Pusnieri                                |                                            |
| 192 | Apertura 2009                  | 6          | Racing Club     | Racing Club   | 1-2       | Independiente | Ledesma                                             | Gandín (2)                                 |
| 193 | Clausura 2010                  | 6          | Independiente   | Independiente | 1-0       | Racing Club   | Gandín                                              |                                            |
| 194 | Apertura 2010                  | 10         | Independiente   | Independiente | 1-0       | Racing Club   | C. Báez                                             |                                            |
| 195 | Clausura 2011                  | 10         | Racing Club     | Racing Club   | 2-0       | Independiente | T. Gutiérrez, Hauche                                |                                            |
| 196 | Apertura 2011                  | 10         | Racing Club     | Racing Club   | 1-1       | Independiente | Hauche                                              | Parra                                      |
| 197 | Clausura 2012                  | 10         | Independiente   | Independiente | 4-1       | Racing Club   | Parra (2), P. Rodríguez, Vidal                      | T. Gutiérrez                               |
| 198 | Inicial 2012                   | 3          | Racing Club     | Racing Club   | 2-0       | Independiente | Sand (2)                                            |                                            |
| 199 | Final 2013                     | 3          | Independiente   | Independiente | 2-0       | Racing Club   | Miranda, Santana                                    |                                            |
| 200 | Transición 2014                | 5          | Independiente   | Independiente | 2-1       | Racing Club   | Mancuello, Penco                                    | D. Milito                                  |
| 201 | Campeonato 2015                | 13         | Racing Club     | Racing Club   | 1-0       | Independiente | D. Milito                                           |                                            |
| 202 | Campeonato 2015                | 24         | Independiente   | Independiente | 3-0       | Racing Club   | Benítez, Méndez, Vera                               |                                            |
| 203 | Liguilla Pre Libertadores 2015 | Final      | Independiente   | Independiente | 0-2       | Racing Club   |                                                     | Bou, O. Romero                             |
| 204 | Liguilla Pre Libertadores 2015 | Final      | Racing Club     | Racing Club   | 1-2       | Independiente | Lollo                                               | C. Rodríguez, Lucero                       |
| 205 | Campeonato 2016                | 4          | Independiente   | Independiente | 1-1       | Racing Club   | L. Fernández                                        | L. López                                   |
| 206 | Campeonato 2016                | 12         | Racing Club     | Racing Club   | 0-0       | Independiente |                                                     |                                            |
| 207 | Campeonato 2016-17             | 11         | Racing Club     | Racing Club   | 3-0       | Independiente | L. López (2), Bou                                   |                                            |
| 208 | Campeonato 2016-17             | 24         | Independiente   | Independiente | 2-0       | Racing Club   | Meza, Rigoni                                        |                                            |
| 209 | Superliga 2017-18              | 10         | Racing Club     | Racing Club   | 0-1       | Independiente |                                                     | L. Fernández                               |
| 210 | Superliga 2018-19              | 20         | Independiente   | Independiente | 1-3       | Racing Club   | F. Gaibor                                           | A. Donatti, L. López, M. Zaracho           |
| 211 | Superliga 2019-20              | 19         | Racing Club     | Racing Club   | 1-0       | Independiente | M. Díaz                                             |                                            |
| 212 | Liga Profesional 2021          | 5          | Independiente   | Independiente | 1-0       | Racing Club   | S. Romero                                           |                                            |
| 213 | Liga Profesional 2022          | 7          | Racing Club     | Racing Club   | 1-0       | Independiente | G. Hauche                                           |                                            |
| 214 | Liga Profesional 2023          | 12         | Independiente   | Independiente | 1-1       | Racing Club   | M. Cauteruccio                                      | M. Rojas                                   |
| 215 | Liga Profesional 2024          | 12         | Racing Club     | Racing Club   | 0-0       | Independiente |                                                     |                                            |
| 216 | Apertura 2025                  | 10         | Independiente   | Independiente | 1-1       | Racing Club   | A. Angulo                                           | G. Martirena                               |

#### Estadísticas en Primera División
| Independiente | 84  |
| Empates       | 70  |
| Racing Club   | 62  |
| Total         | 216 |

| Décadas   | Partidos | Racing Club | Empates | Independiente |
| 1915-1919 | 5        | 4           | 0       | 1             |
| 1920-1929 | 12       | 4           | 2       | 6             |
| 1930-1939 | 20       | 7           | 3       | 10            |
| 1940-1949 | 20       | 9           | 3       | 8             |
| 1950-1959 | 20       | 9           | 6       | 5             |
| 1960-1969 | 24       | 8           | 10      | 6             |
| 1970-1979 | 30       | 4           | 10      | 16            |
| 1980-1989 | 21       | 3           | 10      | 8             |
| 1990-1999 | 20       | 3           | 13      | 4             |
| 2000-2009 | 20       | 3           | 7       | 10            |
| 2010-2019 | 18       | 6           | 3       | 9             |
| 2020-2029 | 6        | 2           | 3       | 1             |

### Copas Nacionales
| N.º | Torneo                            | Estadio       | Local         | Resultado | Visitante     | Goles (L)                    | Goles (V)                   |
| --- | --------------------------------- | ------------- | ------------- | --------- | ------------- | ---------------------------- | --------------------------- |
| 1   | Copa Competencia Jockey Club 1917 | Racing Club   | Racing Club   | 1-1       | Independiente | Marcovecchio                 | O. García                   |
| 1   | Copa Competencia Jockey Club 1917 | Independiente | Independiente | 0-0       | Racing Club   |                              |                             |
| 1   | Copa Competencia Jockey Club 1917 | Racing Club   | Racing Club   | 0-1       | Independiente |                              | G. Ronzoni                  |
| 2   | Copa de Honor 1917                | Independiente | Independiente | 1-3       | Racing Club   | Betular (autogol)            | Marcovecchio (2), Vivaldi   |
| 3   | Copa de Honor 1918                | Independiente | Independiente | 2-1       | Racing Club   | Z. Canaveri, Galeano         | A. Ohaco                    |
| 4   | Copa Competencia 1924             | Racing Club   | Racing Club   | 0-0       | Independiente |                              |                             |
| 4   | Copa Competencia 1924             | Racing Club   | Racing Club   | 0-0       | Independiente |                              |                             |
| 4   | Copa Competencia 1924             | Independiente | Independiente | 0-0       | Racing Club   |                              |                             |
| 5   | Copa Competencia 1926             | Racing Club   | Racing Club   | 0-2       | Independiente |                              | M. Seoane, R. Orsi          |
| 6   | Copa Beccar Varela 1933           | San Lorenzo   | Racing Club   | 3-3       | Independiente | A. Fassora (2), D. Conidares | J.J. Zorrilla (2), V. Rojas |
| 6   | Copa Beccar Varela 1933           | River Plate   | Racing Club   | 4-1       | Independiente | D. Conidares (4)             | A. Sastre                   |
| 7   | Copa Centenario de la AFA 1993    | Independiente | Independiente | 1-2       | Racing Club   | H. Pérez                     | Vallejos, C. López          |
| 7   | Copa Centenario de la AFA 1993    | Racing Club   | Racing Club   | 3-2       | Independiente | Fleita (2), De Vicente       | H. Pérez, Vilallonga        |
| 8   | Copa de la LPF 2021               | Racing Club   | Racing Club   | 1-0       | Independiente | E. Copetti                   |                             |
| 9   | Copa de la LPF 2022               | Independiente | Independiente | 1-2       | Racing Club   | L. N. González               | G. Hauche, E. Copetti       |
| 10  | Copa de la LPF 2023               | Racing Club   | Racing Club   | 0-2       | Independiente |                              | P. Canelo, B. Martínez      |
| 11  | Copa de la LPF 2024               | Independiente | Independiente | 0-1       | Racing Club   |                              | A. Martínez                 |

#### Estadísticas en Copas Nacionales
| Independiente | 4  |
| Empates       | 6  |
| Racing Club   | 7  |
| Total         | 17 |

| Décadas   | Partidos | Racing Club | Empates | Independiente |
| 1915-1919 | 5        | 1           | 2       | 2             |
| 1920-1929 | 4        | 0           | 3       | 1             |
| 1930-1939 | 2        | 1           | 1       | 0             |
| 1990-1999 | 2        | 2           | 0       | 0             |
| 2020-2029 | 4        | 3           | 0       | 1             |

### Copas Internacionales
| N.º | Torneo                      | Estadio       | Local         | Resultado | Visitante     | Goles (L)            | Goles (V) |
| --- | --------------------------- | ------------- | ------------- | --------- | ------------- | -------------------- | --------- |
| 1   | Supercopa Sudamericana 1992 | Racing Club   | Racing Club   | 2-1       | Independiente | C. García, F. Torres | Mahía     |
| 1   | Supercopa Sudamericana 1992 | Independiente | Independiente | 0-0       | Racing Club   |                      |           |

#### Estadísticas en Copas Internacionales
| Independiente | 0 |
| Empates       | 1 |
| Racing Club   | 1 |
| Total         | 2 |

| Período   | Partidos | Racing Club | Empates | Independiente |
| 1990-2025 | 2        | 1           | 1       | 0             |

## Eliminaciones directas por torneos oficiales

### Enfrentamientos de eliminación directa
Incluye todos los partidos de primera división disputados desde 1915 a 2024.
- Racing e Independiente han disputado 9 cruces de eliminación directa. 8 fueron en competiciones AFA (15 partidos) y el restante por torneos CONMEBOL (2 encuentros).
- Racing Club eliminó a Independiente en 6 ocasiones, mientras que los Diablos Rojos hicieron lo propio en 3 oportunidades.

| # | Torneo                         | Ronda                   | Estadio       | Local         | Resultado | Visitante     | Goles (L)                     | Goles (V)                        |
| - | ------------------------------ | ----------------------- | ------------- | ------------- | --------- | ------------- | ----------------------------- | -------------------------------- |
| 1 | Copa Jockey Club 1917          | Treintadosavos de Final | Racing Club   | Racing Club   | 1-1       | Independiente | A. Marcovecchio               | O. García                        |
| 1 | Copa Jockey Club 1917          | Treintadosavos de Final | Independiente | Independiente | 0-0       | Racing Club   |                               |                                  |
| 1 | Copa Jockey Club 1917          | Treintadosavos de Final | Racing Club   | Racing Club   | 0-1       | Independiente |                               | G. Ronzoni                       |
| 2 | Copa de Honor 1917             | Octavos de final        | Independiente | Independiente | 1-3       | Racing Club   | A. Betular (autogol)          | A. Marcovecchio (2) y N. Vivaldi |
| 3 | Copa de Honor 1918             | Octavos de final        | Independiente | Independiente | 2-1       | Racing Club   | Z. Canaveri y G. Galeano      | A. Ohaco                         |
| 4 | Copa Competencia 1924          | Semifinal               | Racing Club   | Racing Club   | 0-0       | Independiente |                               |                                  |
| 4 | Copa Competencia 1924          | Semifinal               | Racing Club   | Racing Club   | 0-0       | Independiente |                               |                                  |
| 4 | Copa Competencia 1924          | Semifinal               | Independiente | Independiente | 0-0       | Racing Club   |                               |                                  |
| 5 | Copa Beccar Varela 1933        | Octavos de final        | San Lorenzo   | Racing Club   | 3-3       | Independiente | A. Fassora (2) y D. Conidares | J. Zorrilla (2) y V. Rojas       |
| 5 | Copa Beccar Varela 1933        | Octavos de final        | River Plate   | Racing Club   | 4-1       | Independiente | D. Conidares (4)              | A. Sastre                        |
| 6 | Campeonato Metropolitano 1967  | Semifinal               | Racing Club   | Racing Club   | 2-0       | Independiente | N. Raffo (2)                  |                                  |
| 7 | Supercopa Sudamericana 1992    | Primera fase            | Racing Club   | Racing Club   | 2-1       | Independiente | C. García, F. Torres          | A. Mahía                         |
| 7 | Supercopa Sudamericana 1992    | Primera fase            | Independiente | Independiente | 0-0       | Racing Club   |                               |                                  |
| 8 | Copa Centenario de la AFA 1993 | Primera fase            | Independiente | Independiente | 1-2       | Racing Club   | H. Pérez                      | A. Vallejos y C. López           |
| 8 | Copa Centenario de la AFA 1993 | Primera fase            | Racing Club   | Racing Club   | 3-2       | Independiente | J. Fleita (2) y N. De Vicente | H. Pérez y M. Vilallonga         |
| 9 | Liguilla Pre Libertadores 2015 | Final                   | Independiente | Independiente | 0-2       | Racing Club   |                               | G. Bou y O. Romero               |
| 9 | Liguilla Pre Libertadores 2015 | Final                   | Racing Club   | Racing Club   | 1-2       | Independiente | L. Lollo                      | C. Rodríguez y Lucero            |

#### Estadísticas en enfrentamientos de eliminación directa
| Independiente | 3 |
| Racing Club   | 6 |
| Total         | 9 |

### Finales disputadas entre ambos
- En la historia del clásico únicamente disputaron una final, en la Liguilla Pre Libertadores 2015, con victoria de Racing.

| # | Torneo                         | Ronda | Estadio       | Local         | Resultado | Visitante     | Goles (L) | Goles (V)             |
| - | ------------------------------ | ----- | ------------- | ------------- | --------- | ------------- | --------- | --------------------- |
| 1 | Liguilla Pre Libertadores 2015 | Final | Independiente | Independiente | 0-2       | Racing Club   |           | G. Bou y O. Romero    |
| 1 | Liguilla Pre Libertadores 2015 | Final | Racing Club   | Racing Club   | 1-2       | Independiente | L. Lollo  | C. Rodríguez y Lucero |

#### Estadísticas en finales disputadas
| Independiente | 0 |
| Racing Club   | 1 |
| Total         | 1 |

## Jugadores que militaron en ambos clubes
|                |
| Zoilo Canavery |

|            |
| Hugo Pérez |

|                |
| Néstor Clausen |

|                |
| Norberto Raffo |

|             |
| Miguel Mori |

Algunos jugadores que vistieron ambas camisetas fueron: Martín Vitali, Nery Domínguez, Leonel Miranda, Alberico Zabaleta, Norberto Raffo, Juan Hospital, Carlos Muttoni, Zoilo Canavery, João Cardoso, Cilenio Cuello, José Omar Pastoriza, Esteban Pogany, Ángel Morales, Gabriel Calderón, Manuel Blanco, Hugo Leonardo Pérez, Norberto Cupo, Miguel Mori, Carlos Fren, Roque Avallay, José Tiburcio Serrizuela, Miguel Ángel Ludueña, Esteban Fuertes, Sebastián Penco, Néstor Clausen, Marcelo Saralegui, Eduardo Domínguez, Néstor Rambert, Claudio Graf, Hilario Navarro, Sergio Vittor, Cristian Pellerano, Martín Vilallonga, Nicolás Cabrera, Ignacio Piatti y Damián Ledesma, entre otros.

## Entrenadores que dirigieron los dos clubes
|                |
| José Pastoriza |

|                  |
| Humberto Maschio |

|                 |
| Pedro Marchetta |

|                 |
| Miguel Brindisi |

|                     |
| Sebastián Beccacece |

Muchos entrendadores destacados también dirigieron en ambas instituciones como por ejemplo: José Omar Pastoriza, Pedro Dellacha, Humberto Maschio, Humberto Grondona, Miguel Ángel Brindisi, Pedro Marchetta, Osvaldo Sosa, Ricardo Zielinski y Sebastián Beccacece.